# 러시아의 중앙아시아 정복
16세기, 러시아 차르국은 러시아 국경을 동쪽으로 확장하는 캠페인에 착수했다. 이 노력은 19세기까지 러시아 제국 아래에서 계속되었고, 이때 러시아 제국 육군은 중앙아시아 전체를 정복하는 데 성공했다. 이 영토의 대부분은 러시아령 튀르키스탄으로 알려졌다. "튀르키스탄"이라는 이름은 이곳이 이란족인 타지크인을 제외하고는 튀르크족이 거주하고 있으며 지금도 그러하기 때문에 이 지역을 지칭하는 데 사용되었다. 러시아가 다양한 중앙아시아 왕국들을 흡수하는 것을 목격한 대영 제국은 영국령 인도를 강화하려 했고, 이는 그레이트 게임을 촉발시켰다. 이 게임은 결국 양측이 아프가니스탄을 중립 완충지대로 지정하면서 끝났다.
제1차 세계 대전 중 러시아 제국은 붕괴했지만, 러시아의 영향권은 1991년까지 소련령 중앙아시아에 남아있었다. 이 지역은 현재 북쪽의 카자흐스탄, 중앙의 우즈베키스탄, 동쪽의 키르기스스탄, 남동쪽의 타지키스탄, 남서쪽의 투르크메니스탄으로 구성되어 있다. 러시아어는 이들 국가 중 많은 곳에서 여전히 어느 정도 인정받고 있다.

## 배경
19세기에 러시아 제국은 카자흐 스텝에 대한 통제력을 점차 강화했다. 러시아의 중앙아시아 정복은 수십 년에 걸쳐 이루어졌다. 1839년, 러시아는 아랄해 남쪽의 히바 칸국을 정복하는 데 실패했다. 1847년-1853년, 러시아인들은 아랄해 북쪽에서 시르다리야강을 따라 동쪽으로 요새선을 건설했다. 1847년-1864년, 그들은 동부 카자흐 스텝을 가로질러 키르기스스탄의 북쪽 국경을 따라 요새선을 건설했다. 1864년-1868년, 그들은 키르기스스탄에서 남쪽으로 이동하여 타슈켄트와 사마르칸트를 점령하고 코칸트와 부하라의 칸국들을 지배했다. 이제 그들은 남쪽 지점이 시베리아 남쪽으로 1,600 km (990 mi), 볼가강에 있는 보급 기지에서 남동쪽으로 1,920 km (1,190 mi) 떨어진 삼각형 지역을 장악했다. 다음 단계는 카스피해를 건너 이 삼각형을 직사각형으로 바꾸는 것이었다. 1873년, 러시아는 히바를 정복했고 1881년에는 서부 투르크메니스탄을 점령했다. 1884년에는 메르브 오아시스와 동부 투르크메니스탄을 점령했다. 1885년에는 아프가니스탄으로의 추가 확장이 영국에 의해 저지되었다. 1893년-95년, 러시아는 남동부의 높은 파미르고원을 점령했다.

## 지리

현재의 중앙아시아.

중앙아시아의 민족 지도.
흰색 지역은 인구가 희박한 사막.
북서쪽으로 향하는 세 개의 선은 남쪽에서 북쪽으로 코페트다그 산맥, 그리고 동쪽 산맥에서 아랄해로 흐르는 아무다리야강과 시르다리야강.

이 지역은 서쪽으로는 카스피해, 북쪽으로는 시베리아 삼림, 동쪽으로는 구 소련-중국 국경을 따라 있는 산맥에 의해 둘러싸여 있었다. 남쪽 국경은 자연적인 것보다는 정치적인 것이었다. 남북으로 약 2,100 km (1,300 mi), 북쪽으로 2,400 km (1,500 mi) 넓고 남쪽으로 1,400 km (900 mi) 넓었다. 남동쪽 (키르기스스탄과 타지키스탄)이 산악 지역이기 때문에 평평한 사막-스텝 지역은 남쪽으로 약 1,100 km (700 mi) 넓이에 불과했다. 현대 국경을 사용하면 이 지역은 알래스카를 제외한 미국의 절반 정도 크기인 4,003,400 km2 (1,545,730 mi2)였다. 동쪽에는 두 산맥이 사막으로 뻗어 있다. 그 사이에는 인구가 밀집된 페르가나 분지가 있는데, 이는 키르기스스탄 서쪽의 "들쭉날쭉한" 부분과 대략 일치한다. 이 돌출부 북쪽으로는 산악-스텝 경계가 키르기스스탄 북쪽 국경을 따라 약 640 km (400 mi) 뻗어 있다가 산맥이 다시 북쪽으로 향한다.
강수량은 북쪽에서 남쪽으로 갈수록 감소한다. 인구 밀도가 높고, 따라서 도시와 조직된 국가가 존재하려면 관개가 필요하다. 동쪽 산맥에서 내려오는 물줄기는 비교적 밀집된 인구를 부양하며, 특히 페르가나 분지에서 그렇다. 페르시아 국경을 따라 오아시스 선이 있다. 내륙은 세 개의 큰 강으로 물을 공급받는다. 옥수스강 또는 아무다리야강은 아프가니스탄 국경에서 발원하여 북서쪽으로 아랄해로 흘러들어가 큰 삼각주를 형성하며, 이 삼각주는 히바 칸국의 지배를 받았고 호레즘이라는 이름으로 오랜 역사를 가지고 있다. 작사르테스강 또는 시르다리야강은 페르가나 분지에서 발원하여 북서쪽으로 흐르다가 서쪽으로 꺾여 아랄해의 북동쪽 모서리와 만난다. 그 사이에는 덜 유명한 자라프샨강이 아무다리야강에 도달하기 전에 말라버린다. 이 강은 부하라와 티무르의 옛 수도인 사마르칸트의 대도시들에 물을 공급한다.
남쪽의 사막에는 유목민을 부양할 만큼의 풀이 자란다. 키질쿰 사막은 옥수스강과 시르다리야강 사이에 있다. 카라쿰 사막은 투르크메니스탄의 옥수스강 남서쪽에 있다. 아랄해와 카스피해 사이에는 인구가 희박한 우스튜르트고원이 있다.
러시아가 도착했을 때 조직된 국가들은 아랄해 남쪽 옥수스강 삼각주에 히바 칸국, 옥수스강과 자라프샨강을 따라 부하라 칸국, 페르가나 분지에 본거지를 둔 코칸트 칸국이었다. 부하라는 다른 두 칸국과 국경을 접하고 있었으며, 세 칸국 모두 칸국들이 통제하고 세금을 부과하려고 노력했던 유목민들에게 둘러싸여 있었다.

## 초기 접촉

### 시베리아
러시아인들은 1582년-1639년에 코사크 모험가들이 시베리아 삼림의 주인이 되었을 때 처음으로 중앙아시아와 접촉했다. 그들은 모피를 찾고 있었기 때문에 남쪽으로 확장하지 않았다. 시베리아 코사크들은 삼림 여행에 능숙했고 스텝에 대해서는 거의 알지 못했으며, 삼림 부족들은 소수이고 약한 반면 스텝 유목민들은 수가 많고 호전적이었다.

### 이르티시강 상류
이르티시강은 현재 중국에 해당하는 지역에서 발원하여 북서쪽으로 러시아 기지인 토볼스크 (1587년 건설)로 흐른다. 이 강을 거슬러 올라가 중국과 인도의 부에 도달할 수 있을 것이라고 생각되었다. 1654년 표도르 바이코프는 이 길을 이용하여 베이징에 도달했다. 주요 진격은 표트르 1세 하에서 이루어졌다. 1714년 이전에 부흐홀츠 대령과 1500명의 병력이 야미시 호수까지 강을 거슬러 올라갔다가 돌아왔다. 1715년 부흐홀츠는 3000명의 병력과 1500명의 군인을 이끌고 다시 야미시 호수로 가서 요새를 건설하기 시작했다. 이곳은 준가르 칸국의 변두리에 있었기 때문에 준가르족이 그들을 쫓아냈다. 그들은 강을 따라 후퇴하여 옴스크를 건설했다. 1720년 이반 리카레프는 강을 거슬러 올라가 우스티카메노고르스크를 건설했다. 중국에 의해 약화된 준가르족은 그들을 내버려두었다. 이 시기에 이르티시강에 여러 다른 장소들도 건설되었다.

### 카자흐 스텝
카자흐인들은 유목민이었기 때문에 일반적인 의미에서 정복될 수 없었다. 대신 러시아의 힘은 서서히 증가했다.

### 남부 우랄 주변
1556년 러시아는 카스피해 북쪽 해안에 있는 아스트라한 칸국을 정복했다. 주변 지역은 노가이 칸국이 차지하고 있었다. 노가이인 동쪽에는 카자흐인이 있었고 북쪽, 볼가강과 우랄강 사이에는 바시키르인이 있었다. 이 무렵 일부 우랄 코사크들은 우랄강에 정착했다. 1602년 그들은 히바 영토의 코네우르겐치를 점령했다. 전리품을 잔뜩 싣고 돌아오던 중 히바인들에게 포위되어 학살당했다. 두 번째 원정대는 눈 속에서 길을 잃고 굶어 죽었으며, 소수의 생존자들은 히바인들에게 노예로 팔렸다. 기록이 불충분한 세 번째 원정대도 있었던 것으로 보인다.

1636년 중앙아시아

표트르 1세 시대에는 대규모 남동부 진격이 있었다. 위에서 언급한 이르티시 원정 외에도 1717년 히바 정복의 비참한 시도가 있었다. 러시아-페르시아 전쟁 (1722년~1723년) 이후 러시아는 잠시 카스피해 서쪽을 점령했다.
1734년경 또 다른 움직임이 계획되었는데, 이는 바시키르 반란 (1735년–1740년)을 촉발시켰다. 바시키리아가 평정된 후 러시아의 남동부 국경은 우랄산맥과 카스피해 사이에 대략 오렌부르크 선이 되었다.
이 지역은 약 100년 동안 조용했다. 1819년 니콜라이 무라비요프는 카스피해에서 여행하여 히바의 칸과 접촉했다.

### 시베리아 선
18세기 후반 무렵 러시아는 현재 카자흐스탄 국경을 따라 대략적으로 요새선을 유지하고 있었는데, 이는 숲과 스텝 사이의 경계와 거의 일치했다. 참고로 이 요새들(및 건설 연도)은 다음과 같다.
구리예프 (1645년), 우랄스크 (1613년), 오렌부르크 (1743년), 오르스크 (1735년), 트로이츠크 (1743년), 페트로파블스크 (1753년), 옴스크 (1716년), 파블로다르 (1720년), 세미팔라틴스크 (1718년), 우스티카메노고르스크 (1720년).
우랄스크는 자유 코사크들의 오래된 정착지였다. 오렌부르크, 오르스크, 트로이츠크는 1740년경 바시키르 반란 (1735년–1740년)의 결과로 건설되었고 이 지역은 오렌부르크 선이라고 불렸다. 오렌부르크는 오랫동안 러시아가 카자흐 스텝을 감시하고 통제하려는 기지 역할을 했다. 동쪽의 네 요새는 이르티시강을 따라 있었다. 1759년 중국이 신장 위구르 자치구를 정복한 후 양 제국은 현재 국경 근처에 몇몇 국경 초소를 두었다.

## 준가르 칸국에 대한 실패한 원정

### 1713년–1716년 원정
1714년 5월 22일, 당시 중령이었던 부흐홀츠는 성 나탈리아 갤리선에서 표트르 1세가 서명한 다음과 같은 제국 칙령을 받았다: "에르케트 시를 점령하고 다리야강(아무다리야강)을 따라 금 모래를 찾는 것에 관하여", "부하라의 금 모래, 이를 위해 수행된 출정, 그리고 이르티시강을 따라 요새를 건설하는 것에 관하여, 이 요새들은 다음과 같다: 옴스크, 젤레젠스카야, 야미셰프스카야, 세미팔라트나야, 우스티카메노고르스크." 칙령은 그에게 토볼스크로 가서 그곳에서 분견대를 모으고 이르티시강을 따라 야미시 호수까지 이동하라고 명령했다. 그곳에서 그는 겨울을 나고, 요새를 건설하고, 그곳에 주둔군을 남기고, 그 다음에는 에르케트(야르칸드) 시로 계속 이동해야 했는데, 그곳에는 금 모래 채굴장이 있다고 여겨졌다. 그 지역에 금광이 있다는 사실은 시베리아 총독인 마트베이 가가린 공작이 표트르 1세를 설득했다.
1715년 10월 1일, 분견대는 야미셰프스키 소금 호수에 도착했다. 여기서 부흐홀츠는 야미셰프 요새 건설을 시작했다.
1715년 12월 15일, 중령은 더 이상 나아갈 엄두를 내지 못하고 표트르 1세에게 그렇게 소수의 병력으로 준가르족과 만나는 것은 위험하다고 편지를 썼지만, 그 편지는 1716년 8월 7일까지 잉게르만란디아호에 있는 군주에게 도달하지 못했다.
러시아군의 출현에 불만을 품은 준가르 쿤타이지 체왕-랍탄은 부흐홀츠에게 떠나라고 요구했고, 후자가 불복하자 1716년 2월 10일 밤 10,000명의 병력을 이끌고 야미셰프 요새를 공격하여 말떼를 되찾았다. 요새의 겨울 봉쇄가 시작되었고, 러시아 분견대는 굶주림과 질병으로 2,300명을 잃었다. 도움을 위해 파견된 분견대와 보급품은 준가르족에게 차단되었고, 부흐홀츠는 수동적인 모습을 보이며 그들을 격퇴하려 하지 않았다. 그리하여 식량 수송대와 20,000루블의 급여, 그리고 토볼스크, 타라, 톰스크에서 온 상인 600명으로 구성된 700명의 대규모 대상단이 완전히 포획되었다.
1716년 4월 28일, 부흐홀츠는 야미셰프 요새를 떠날 수밖에 없었다. 요새는 완전히 파괴되었고, 집과 병영은 허물어졌으며, 군사 보급품은 18개의 목판에 실렸다. 남은 장교와 사병은 700명 미만이었으며, 그들 대부분은 병들었다. 부흐홀츠가 도망간 후 준가르족은 포로들을 풀어주었다: 사형 집행장에 있던 사제와 관리.

### 1719년 원정
1719년, 이반 미하일로비치 리카레프가 이끄는 또 다른 원정이 조직되었고, 이는 자이산 호수에 도달했지만, 준가르족의 공격을 받아 토볼스크로 돌아올 수밖에 없었다.

## 히바 정복 실패
베코비치 체르카스키는 아스트라한에서 이 명령을 받았는데, 그는 카스피해의 첫 지도를 작성하며 측량 작업에 몰두하고 있었다. 그는 대위로 진급했고 투르크메니스탄에서 예비 원정대를 지휘했다. 그는 크라스노보츠크와 알렉산드로프스크에 요새를 건설하기 위해 코사크 병사 일부를 도중에 남겨두었다.
1717년 2월까지 아스트라한으로 돌아온 베코비치는 또 다른 군대를 조직하고 일부 공병 및 측량사와 함께 히바를 향해 진군하기 시작했다. 몇 달 후 몇몇 타타르인들이 돌아와 히바 원정에 닥친 참사에 대한 끔찍한 소식을 전했다. 투르크메니스탄에 새로 건설된 요새들은 즉시 대피되었고, 악천후와 투르크멘인 부족민들로 인해 상당한 손실이 발생했다.
베코비치 체르카스키에게 정확히 무슨 일이 일어났는지는 여전히 논란의 여지가 있다. 그의 부대에서 살아남은 몇몇 생존자들에 따르면, 그들은 히바에서 120km 이내로 진격했을 때 칸이 24,000명의 군대를 이끌고 그들을 공격했다고 한다. 3일간의 유혈 전투 끝에 히바군은 격퇴되었다.
적군이 매우 많다는 것을 본 베코비치-체르카스키는 외교가 성공할 가능성이 더 높다고 판단했다. 러시아 장교는 단 500명의 부하만을 데리고 적진으로 들어가 협상을 제안했다. 칸은 그에게 항복하는 척하며 따뜻하게 환영했고, 식량 조달을 용이하게 하기 위해 러시아군을 다섯 개의 별도 마을에 분산시켜 주둔하도록 설득했다. 히바군은 이어서 다섯 마을을 하나씩 공격하여 대부분의 러시아인을 학살하고 나머지는 노예로 팔았으며 체르카스키 공작을 포함한 모든 러시아 장교들을 처형했다.
표트르 1세는 스웨덴과의 전쟁과 오스만 제국의 적대감에 여전히 몰두하고 있었기 때문에 패배에 대한 복수를 하지 않았다. 러시아 제국이 중앙아시아에 대한 군사 원정을 재개한 것은 한 세기 이상 지난 후였다.

## 카자흐 스텝 정복

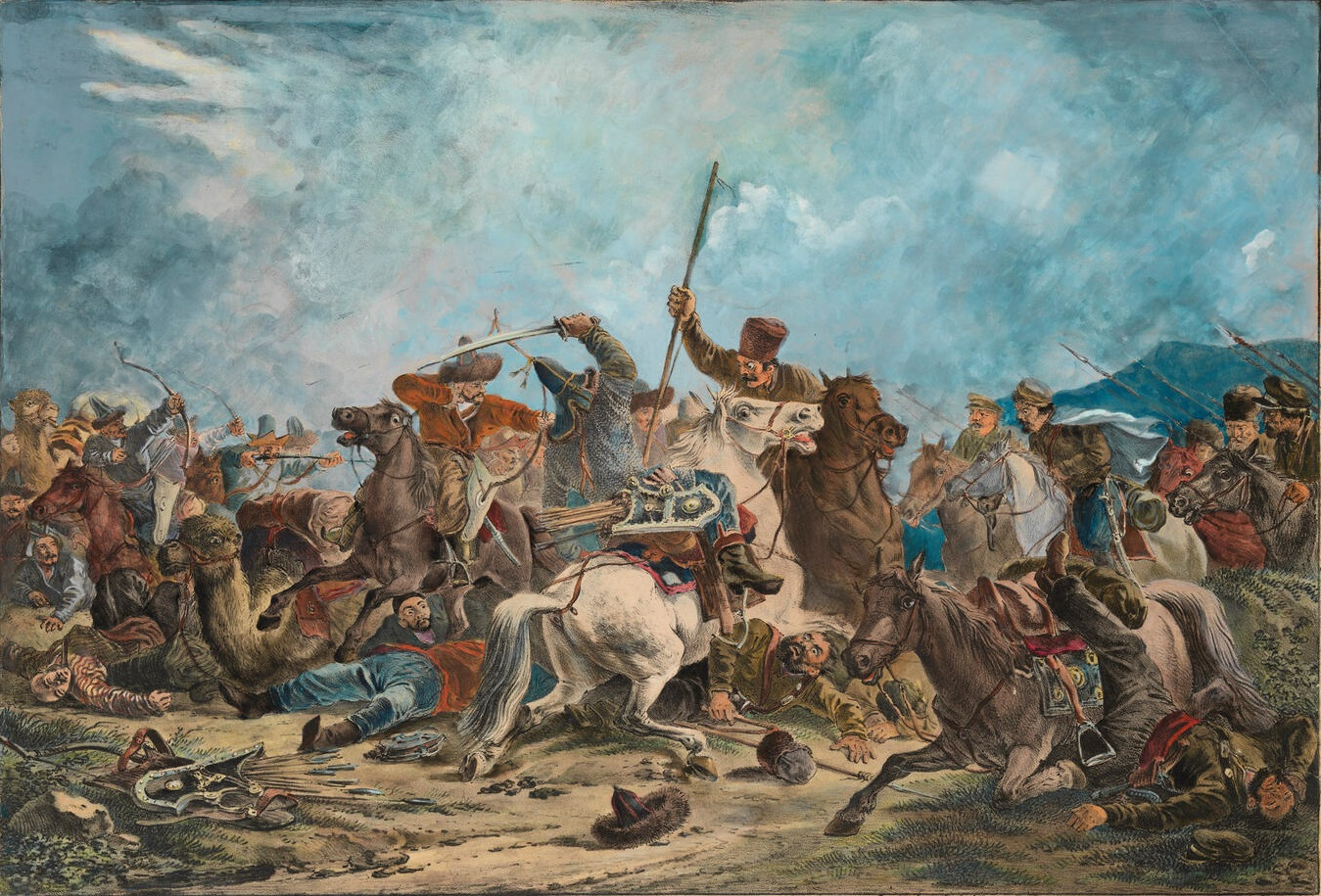
1826년 키르기스인들과 교전하는 우랄 코사크

### 카자흐 칸국에 대한 공격 실패
6월 27일, 니콜라이 1세는 마차 수집 비용을 케네사리의 수령에게 할당하여 카자흐 스텝으로의 여행을 허락했다. 군사 감독관 레베데프의 분견대는 1,500명으로 구성되어 있었고 선발대가 될 예정이었으며, 나중에 그의 분견대 수는 1,900명에 달했다.
1843년 8월, 술탄 잔토린, 바이마함베트 아이추바코프, 겐스와 비자노프 대령이 이끄는 5,000명의 두 번째 부대가 "반항적인" 술탄 케네사리 카시모프의 분견대를 파괴하기 위해 오렌부르크 스텝으로 향했다. 서시베리아 총독이 조직한 다른 분견대들은 옴스크, 페트로파블스크, 카르카랄린스크에서 출발했다.
1843년 9월 1일과 9월 7일, 오렌부르크에서 출발한 러시아군의 선발대와 치열한 전투가 벌어졌다. 전투 결과 양측에 많은 사상자가 발생했다. 양측은 교전을 중단하고 철수했다. 나머지 러시아 분견대는 케네사리와 전투를 벌이는 데 실패했다. 스텝 광활한 지역에서 자주 기동하며, 그는 그들을 오도했다. 그는 러시아 분견대의 힘을 소진시키고 병력을 부분적으로 섬멸했다. 지친 병사들은 초가을의 차갑고 비오는 날씨 때문에 9월에 전투를 중단하고 스텝을 떠났다. 1844년 다음 해에 케네사리에 대한 전투를 재개하기로 결정되었다.

#### 제2차 캠페인

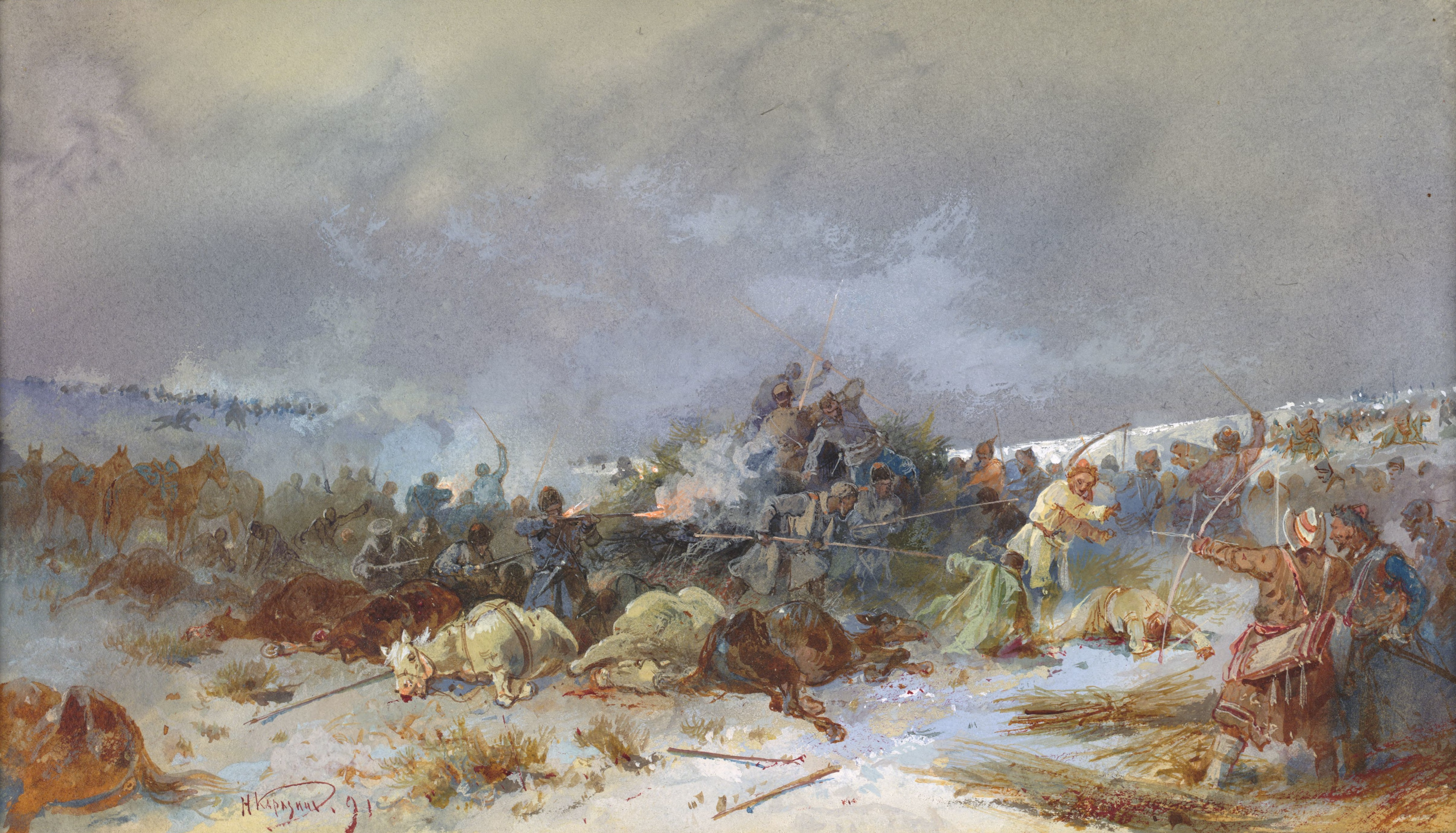
1837년 케네사리의 반란 중 코사크가 카자흐족과 싸우는 모습

이 시기에 케네사리는 위험한 적이 되었다. 서시베리아 총독은 다음과 같은 호소를 카자흐 인구에게 할 수밖에 없었다. “여러분은 케네사리 카시모프가 수년간 스텝에서 무질서를 일으키고 약탈, 살인 및 기타 불안을 증가시켜 왔다는 것을 알고 있습니다. 미친 카자흐족을 선동하여 그는 계속해서 그들을 이끌고 있습니다. 위대한 주권자는 케네사리의 반란을 무력으로 진압하기로 결정했습니다. 여러분에게 주어진 넓은 기회를 활용하여 케네사리를 떠나십시오. 그렇지 않으면 무자비한 고통을 받게 될 것임을 기억하십시오.”
차르 정부는 케네사리 봉기를 진압하기 위해 오르스크 요새 쪽, 울리타우 산맥 쪽, 그리고 토볼강 쪽에서 세 개의 분견대를 파견하기로 결정했다.
1844년 5월, 잔토린, 술탄 바이마감베토프, 군사 감독관 레베데프가 이끄는 분견대가 남쪽, 카라쿰으로 향했다.
러시아 분견대의 임무는 케네사리의 분견대를 양쪽에서 "집게"처럼 잡아 투르가이 지역에서 카라쿰으로의 퇴각을 차단하는 것이었다. 그러나 러시아군은 그들의 계획을 실행하는 데 실패했다. 별도의 전투를 치르면서 케네사리는 안전하게 카라쿰으로 후퇴했다. 그는 레베데프의 분견대를 잘못된 경로로 보내는 데 성공했고, 도중에 러시아에 복속된 비 바이카다모프 마을들을 실수로 격파했다. 레베데프는 오렌부르크로 소환되었고, 곧 러시아에 충성하는 바이 마을들을 약탈하고 파괴한 혐의로 재판을 받게 되었다. 레베데프의 자리는 두니코프스키 대령이 맡았다.

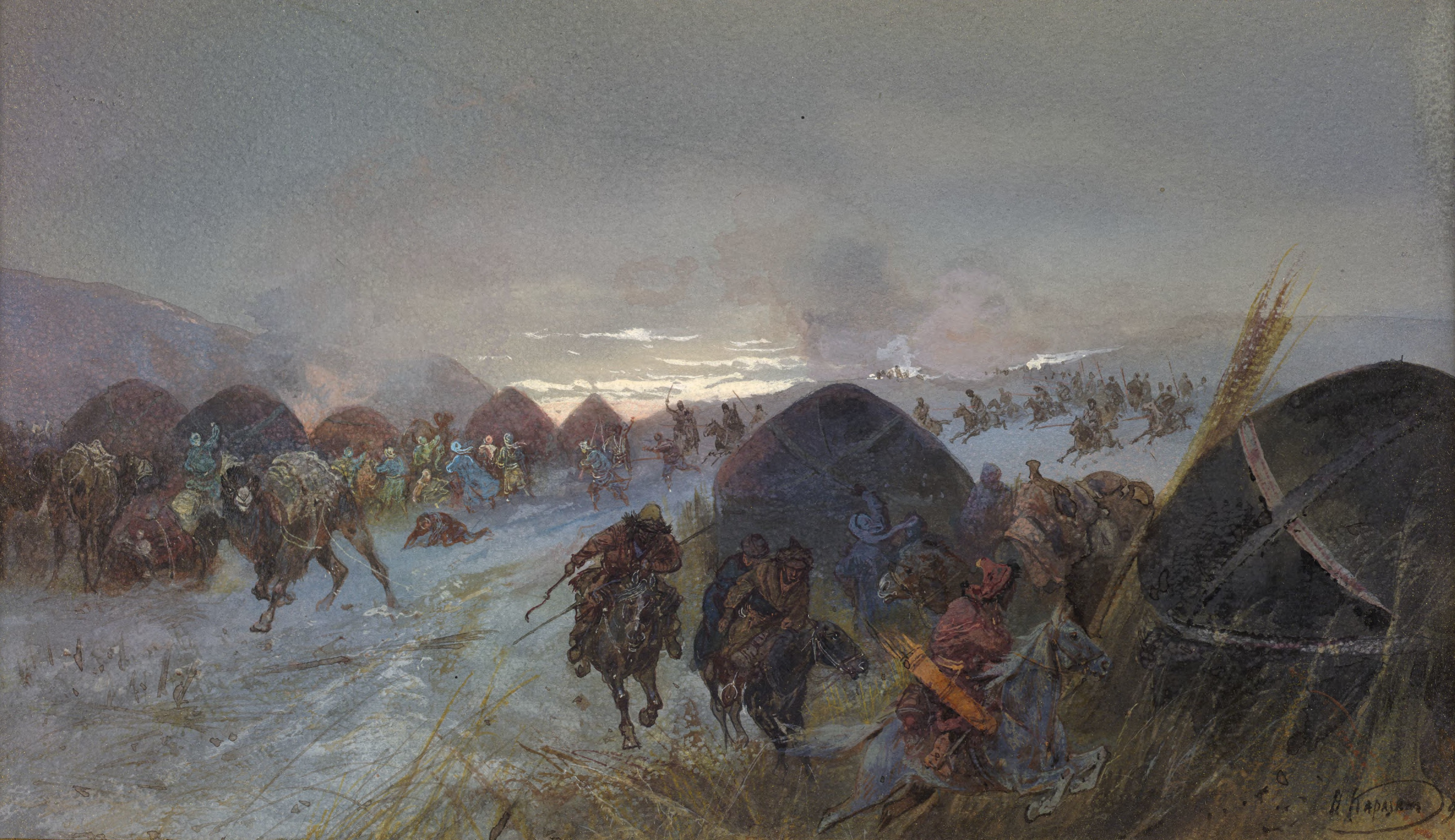
니콜라이 카라진이 그린 코사크의 카자흐 정착지 습격.

이 무렵, 젬추즈니코프 장군의 지휘 아래 시베리아 분견대가 케네사리 반란을 진압하기 위해 파견되었다. 케네사리는 적진에 정찰병을 미리 보내 시베리아 분견대가 두니코프스키의 오렌부르크 분견대와 합류하기 위해 이동하고 있다는 정보를 입수했다. 케네사리의 임무는 이 분견대들이 연결되는 것을 막고 포위망에서 벗어나는 것이었다. 케네사리는 러시아군에 맞서 작은 분견대만 보내 적에게 잘못된 인상을 심어주고, 케네사리 분견대가 완전히 울리타우 방향으로 후퇴하고 있다는 생각을 하게 만들기로 결정했다. 시베리아 분견대는 정말로 속았고, 방향을 바꿔 케네사리의 작은 분견대를 추격하기 시작했다. 한편, 케네사리는 주력군을 이끌고 6월 23일 뉴 라인에 나타나 콘스탄티노프스크를 공격했다. 그의 군대의 속도와 기동성은 러시아군을 놀라게 했다.
케네사리는 이제 러시아군에 대해 소규모 분견대만을 방어막으로 보내고, 적진 후방에 결정적인 일격을 가하기 위한 주력 부대를 준비하기로 결정했다.
1844년 7월 17일, 그의 일부 분견대들은 술탄 잔토린과 두니코프스키 대령의 지휘 아래 있던 러시아군에게 전투를 강요하기 시작했다. 러시아군과의 결정적인 충돌을 피하면서, 그들은 적의 전력을 소모시켜야 했다. 1844년 7월 20일에서 21일 밤, 케네사리의 주력군은 적의 후방을 강타하여 잔토린 분견대를 포위했다. 격렬한 전투 중에 이 분견대는 완전히 격파되었다: “-케네사리의 전사들이여! - 보란바이가 소리쳤고, 쏜살같이 달려오는 사르바즈 한 명을 향해 총을 쏘았다. 그는 상처 입은 팔을 붙잡고 고통스럽게 울부짖었다. 총성과 비명을 들은 코사크들은 어둠 속으로 총격을 가하기 시작했다. 그 순간, 포성이 울려 퍼졌다 - 포탄이 근처에서 폭발했다. 잠시 후 두 번째 폭발이 일어났다. 사르바즈와 코사크들은 무기를 내던지고 서둘러 말에 올라탔다. 그들은 안장에 뛰어올랐고 즉시 땅에 떨어졌다. 복대와 고삐를 고정하던 끈이 끊어져 있었다. 공포가 시작되었다. 그리고 그 순간, 반란군이 진영으로 들이닥쳐 양쪽에서 포위했다. 소총의 집중 사격이 적들을 쓰러뜨렸다. 기병들은 도망치는 자들을 추격하여 현장에서 처리했다. 전투에서 44명의 술탄이 사망했다.
1844년 여름 동안 케네사리의 진격은 멈추지 않는 속도로 계속되었다. 8월 14일, 바티르 나우리즈바이와 아그바이 지휘하의 분견대들은 예카테리닌스키 요새를 포위했으며, 그곳에서 약 100명의 병사와 1847파운드의 빵을 포함한 엄청난 양의 전리품이 포획되었다: “예카테리나 스타니차에서 4킬로미터 떨어진 곳에 약 2천 명의 케네사리 사르바즈가 집결했다. 공격은 아침 5시에 시작되었다. 보초를 서던 코사크들은 칸군의 이동을 감지하고 마을로 알릴 시간이 없었다. 새벽 시간에 가장 민첩한 카자흐인들이 스타니차에 침투하여 모든 경비병을 신속히 제거하고 미리 정해진 신호를 보냈다. 케네사리의 기병대가 전투 함성을 지르며 거리로 들이닥쳤다. 잠에서 깬 코사크들은 집에서 뛰쳐나왔고 반란군의 칼날에 쓰러졌다. 소수만이 스타니차를 떠날 수 있었다.”
반란의 추가적인 성장을 우려한 오렌부르크와 시베리아 총독부는 두니코프스키, 젬추즈니코프, 잔토린의 분견대 외에 코발렙스키 대령의 또 다른 분견대를 파견하기로 결정했다. 이 무렵, 케네사리는 자신의 군대와 함께 무고드자르 산맥에 주둔하며 오렌부르크 총독부와 포로 교환에 대해 서신을 주고받기 시작했다. 익숙하지 않은, 물 없는 사막과 모래에서 엄청난 어려움을 겪고 케네사리와의 싸움에서 아무런 성과도 거두지 못한 러시아 분견대들은 오렌부르크와 옴스크 쪽으로 다시 철수할 수밖에 없었다.

### 카자흐 칸국의 멸망
아불 만수르 칸의 1781년 사망 이후, 중 주즈는 명목상 그의 아들 왈리가 통치했지만, 왈리는 주즈 전체를 통제하지 못했다. 1798년에 러시아는 질서를 확립하려는 시도로 페트로파블스크에 카자흐인들 사이의 분쟁을 해결하기 위한 재판소를 설립했지만, 카자흐인들은 이를 무시했다. 왈리가 1817년에 사망하고 그의 라이벌 부케이가 1818년에 사망한 후, 러시아는 중 주즈의 칸국을 폐지했다. 1822년에 러시아는 그때까지 중 주즈가 차지했던 땅을 시베리아 키르기즈의 영토라고 칭하기 시작했고, 일부는 카자흐인들이 농부가 되도록 장려하기 위한 행정 개혁을 도입했지만, 카자흐인들은 계속 유목민으로 남았다.
1837년 무렵, 카자흐 스텝에서 다시 긴장이 고조되고 있었다. 이번에는 카자흐 공동 통치자 Ğubaidullah Khan, Sher Ghazi Khan, Kenesary Khan에 의해 긴장이 시작되었는데, 이들은 모두 Qasim Sultan의 아들이자 Abu'l-Mansur Khan의 손자들이었다. 그들은 러시아에 대항하여 반란을 일으켰다. 세 명의 공동 통치자들은 Abu'l-Mansur와 같은 이전 카자흐 통치자들 아래에서 존재했던 상대적인 독립을 회복하기를 원했고, 러시아의 세금 징수에 저항하고자 했다.
1841년, 세 칸은 어린 사촌인 아지즈 이드-딘 바하두르(카자흐 사령관 나스룰라 나우리즈바이 바하두르의 아들)의 도움을 얻어 러시아군에 저항하기 위해 잘 훈련된 카자흐인 대규모 부대를 모았다. 카자흐인들은 옛 수도인 하즈라트-에-튀르키스탄을 포함하여 카자흐스탄의 여러 코칸트 요새를 점령했다. 그들은 발하시호 근처의 산악 지역에 숨기로 결정했지만, 오르몬 칸이라는 키르기스 칸이 러시아군에게 그들의 위치를 누설하면서 기습당했다. 구바이둘라, 셰르 가지, 케네사리는 모두 러시아를 돕던 키르기스 탈영병들에게 붙잡혀 처형되었다. 1847년 말까지 러시아군은 카자흐의 수도인 하즈라트-에-튀르키스탄과 시그나크를 점령하여 카자흐 칸국 전체를 폐지했다.

## 히바 원정
1819년, 24세의 젊은 장교 니콜라이 무라비요프(니콜라이 무라비요프아무르스키 백작, 니콜라이 무라비요프-카르스키 또는 니콜라이 무라비요프와 혼동하지 말 것)는 러시아 캅카스의 위대한 장군 알렉세이 페트로비치 예르몰로프로부터 히바 원정을 지시받았다. 이 위험한 원정의 주된 목표는 1717년 히바 원정에서 제안된 것과 동일한 아이디어인 칸과의 상업 무역 협상을 체결하는 것이었다. 무라비요프는 또한 정찰병 역할을 하며 능숙한 보고서를 작성하고 토지를 측량해야 했다. 그는 또한 노예 러시아인들의 위치를 찾아 기록하라는 지시를 받았다. 이러한 의도를 염두에 두고 젊은 무라비요프는 많은 매력을 지니고 있었다. 그는 곧 히바에서의 목표를 위해 랜캐란 항구를 떠날 예정이었다.
그는 카라쿰 사막을 건너는 동안 그 지역에 거주하는 투르크멘인 부족들과의 문제 없이 이동했다. 무라비요프는 도중에 이 부족민들과 곧 친해졌고, 며칠 동안 카라쿰 사막을 따라 이동하여 나중에 칸국에 도착할 예정이었다. 그는 히바에 도착했지만, 무라비요프의 의도는 히바인들에게 잘 알려져 있었고, 그리하여 그는 요새로 보내져 다음 날 칸을 만나기 전에 요새에서 기다려야 한다는 말을 들었다. 며칠 동안 요새에 갇힌 후, 무라비요프는 자신이 갇혔다는 것을 깨달았다. 얼마 후 경비원들은 그가 필기를 하고 있다는 것을 깨달았고, 이 정보를 칸에게 전달했다. 칸과 그의 관리들은 러시아인에 대해 어떻게 해야 할지 계속 논쟁했고, 최종 결정은 그를 칸의 궁전으로 방문하게 하는 것이었다.
다음 날 그는 궁전에 도착하여 칸과 논의를 시작하며, 차르가 상업적 합의를 원한다고 말했다. 몇 차례 논쟁 끝에 칸은 무라비요프의 제안에 동의했고, 그는 무사히 집으로 돌아갈 수 있었다. 무라비요프는 러시아인들이 히바를 침공하여 노예들을 해방시켜야 한다고 주장했는데, 무라비요프의 방문 동안 노예들은 그에게 존경을 표했다. 그러나 차르는 히바 원정 3차전, 즉 1839년 히바 원정 실패 이전에 결코 전면적으로 나설 수 없었다.

## 1839년 히바 전역
1839년, 러시아는 히바를 정복하려 시도했다. 바실리 알렉세비치 페로브스키 지휘하의 러시아군은 오렌부르크에서 남쪽으로 약 5,000명의 병력을 이끌고 진군했다. 겨울은 유난히 추웠고 대부분의 낙타가 죽어 철수할 수밖에 없었다.

## 시르다리야 선

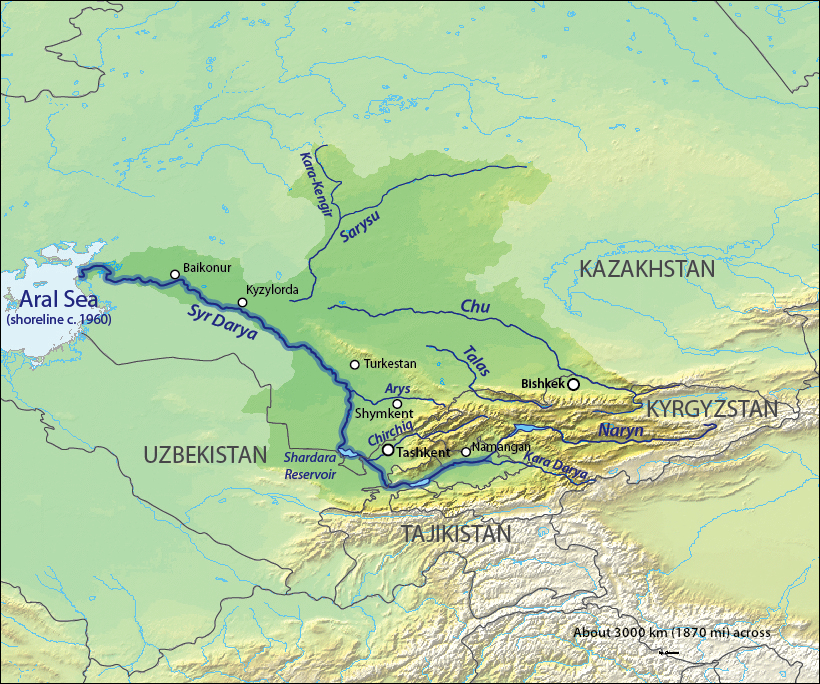
시르다리야(작사르테스강) 유역

시베리아 선에서 남쪽으로 다음 단계는 아랄해에서 동쪽으로 시르다리야강을 따라 요새선을 구축하는 것이었다. 이는 러시아를 코칸트 칸국과 충돌하게 만들었다. 19세기 초 코칸트는 페르가나 분지에서 북서쪽으로 확장하기 시작했다. 1814년경 그들은 시르다리야강에 있는 하즈라트-이-튀르키스탄을 점령했고 1817년경에는 강 하류에 악메체트 ('백색 모스크')와 악메체트 양쪽에 더 작은 요새들을 건설했다. 이 지역은 강변에서 겨울을 나고 최근에 카라칼파크인들을 남쪽으로 몰아낸 현지 카자흐인들에게 세금을 부과했던 악메체트의 베그가 통치했다. 평시에는 악메체트에 50명, 줄레크에 40명의 수비대가 있었다. 히바 칸국은 강 하류에 약한 요새를 가지고 있었다.
페로브스키의 1839년 실패를 감안할 때 러시아는 느리지만 확실한 접근 방식을 택하기로 결정했다. 1847년 슐츠 대위는 시르 삼각주에 라임스크를 건설했다. 이곳은 곧 강 상류의 카잘린스크로 이전되었다. 두 곳 모두 포르트 아랄스크라고도 불렸다. 히바와 코칸트에서 온 약탈자들이 요새 근처의 현지 카자흐인들을 공격했고 러시아군에 의해 격퇴되었다. 오렌부르크에서 세 척의 범선이 건조되어 해체된 후 스텝을 가로질러 운반되어 재조립되었다. 이들은 호수 지도를 작성하는 데 사용되었다. 1852/3년에는 두 척의 증기선이 스웨덴에서 조각으로 운반되어 아랄해에 진수되었다. 현지 삭사울이 비실용적이라는 것이 판명되면서, 돈 지역에서 가져온 무연탄으로 연료를 공급해야 했다. 다른 때에는 증기선이 삭사울 바지선을 견인하고 주기적으로 정차하여 연료를 재충전했다. 시르다리야강은 얕고 모래톱이 많으며 봄철 홍수 동안 항해하기 어려운 것으로 판명되었다.
1852년 측량대가 강 상류로 올라가다가 악메체트에 도달하기 전에 되돌아왔다. 그 여름 블라람베르크 대령과 약 400명의 병력이 러시아가 강 북쪽을 소유하고 있다는 구실로 악메체트를 파괴하기 위해 파견되었다. 코칸드인들은 제방을 파괴하고 주변 지역을 범람시킴으로써 대응했다. 사다리나 중포를 가져오지 않았던 블라람베르크는 25피트 높이의 성벽이 있는 요새를 점령할 수 없다는 것을 알았다. 그리하여 그는 외곽 방어선을 점령하고 그 지역의 모든 것을 불태운 후 포르트 아랄스크로 철수했다. 후에 유명해진 야쿱 벡은 한때 이 요새를 지휘했지만, 이 첫 전투 당시 그가 지휘했는지는 확실하지 않다. 다음 여름 러시아는 2000명이 넘는 병력, 말, 낙타, 황소 각각 2000마리 이상, 777대의 수레, 교량 목재, 부교, 그리고 증기선 페로브스키를 모았다. 오렌부르크에서 포르트 아랄스크까지 이 많은 것을 이동시키는 데 충분한 사료를 보장하기 위해 카자흐인들은 요새 북쪽의 땅에서 방목하는 것이 금지되었다. 지휘는 이전에 히바에 도달하는 데 실패했던 바로 그 페로브스키에게 주어졌다. 그는 6월에 아랄스크를 떠나 7월 2일 악메체트에 도달했다. 코칸드인들은 요새를 강화하고 수비대를 늘렸다. 정규 포위전이 시작되었다. 참호가 요새에 접근했을 때, 성벽 아래에 지뢰가 파였다. 1853년 8월 9일 새벽 3시에 지뢰가 폭발하여 큰 파괴를 일으켰다. 파괴된 지점은 세 번째 시도 만에 점령되었고 4시 30분에는 모든 것이 끝났다. 원래 300명의 수비대 중 230명의 코칸드인 시체가 발견되었다. 그곳은 포르트 페로브스키로 이름이 변경되었다.
공성전 중에 파두로프는 줄레크까지 강을 거슬러 올라가서 수비병들이 도주한 것을 발견했다. 그는 요새를 가능한 한 파괴하고 버려진 대포를 가지고 돌아왔다. 9월에 코칸트에서 온 대규모 병력이 줄레크를 재점령하고 포르트 페로브스키로 진격했다. 그들을 맞이하기 위해 파견된 부대는 힘든 하루의 전투를 치렀고 증원군을 요청했지만 다음날 아침 코칸트인들이 후퇴한 것을 발견했다. 12월에 코칸트 병력(12000명이라고 함)이 포르트 페로브스키를 포위했다. 500명의 병력으로 구성된 출격대는 곧 포위되어 어려움에 처했다. 쉬쿠파 소령은 적진이 약하게 방어된 것을 보고 돌파하여 진영을 불태웠다. 두 번의 추가 출격이 코칸트인들을 무질서하게 쫓아냈다.
러시아는 이제 서쪽으로 흐르는 시르다리야강을 따라 320 km (200 mi) 길이의 요새선을 장악했다. 아랄해와 카스피해 사이의 지역은 인구가 너무 희박하여 중요하지 않았다. 다음 문제는 러시아가 요새선을 동쪽으로 산까지 확장할 것인지(포르트 베르노예는 1854년에 건설됨) 아니면 강을 따라 남동쪽으로 코칸트와 페르가나 분지로 계속 나아갈 것인지였다.

## 중앙아시아에 대한 동부 접근

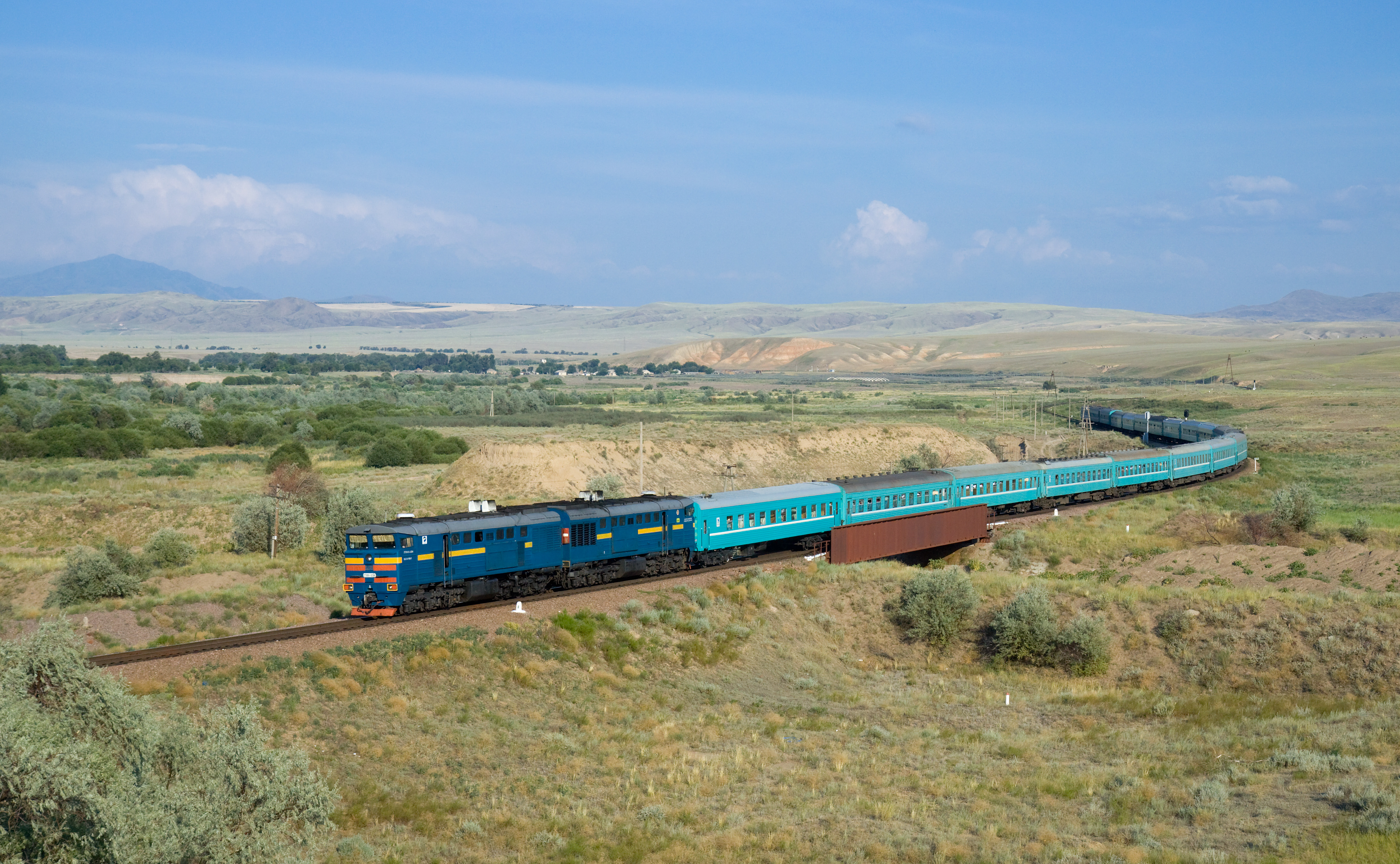
카자흐 스텝을 가로지르는 열차

1847년-1864년에 러시아인들은 동부 카자흐 스텝을 가로질러 키르기스스탄 북부 국경을 따라 관개 지역에 요새선을 건설했다. 1864년-68년에 그들은 남쪽으로 이동하여 타슈켄트와 사마르칸트를 정복하고 코칸트 칸국을 페르가나 분지에 가두었으며 부하라를 보호국으로 만들었다. 이것이 정복의 주요 사건이었다. 우리의 자료는 동부 접근 방식이 선택된 이유를 명시하지 않지만, 분명한 추측은 관개 시설이 스텝이나 사막을 가로지르지 않고 군대를 이동시키는 것을 가능하게 했다는 것이다. 이것은 수송에 풀을 먹고 사는 말과 낙타가 필요했을 때 중요했다. 러시아가 이렇게 멀리 동쪽에 있는 군대에 보급을 어떻게 했는지, 또는 이것이 문제였는지에 대해서는 언급되지 않았다. 왜 지금 전진 정책이 채택되었는지는 명확하지 않다. 다른 관리들이 다른 의견을 가지고 있었고, 많은 것이 현지 지휘관과 전장의 운에 따라 결정된 것으로 보인다. 모든 자료는 10대 1에 가까운 사상자 비율로 훨씬 우세한 적군에 대한 러시아의 승리를 보고한다. 적군의 수가 과장되었다 하더라도, 러시아의 무기와 전술이 그들이 직면한 전통적인 아시아 군대보다 우월했음은 분명해 보인다. 모든 자료는 추가 설명 없이 후장식 소총을 언급한다. 베르단 소총도 숫자를 언급하지 않고 언급된다. 마카한은 히바 전역에 대한 설명에서 폭발성 포탄과 전통적인 포탄을 대조한다. 포병과 소총은 종종 러시아 병사들을 근접 무기의 사정거리 밖으로 유지할 수 있었다.

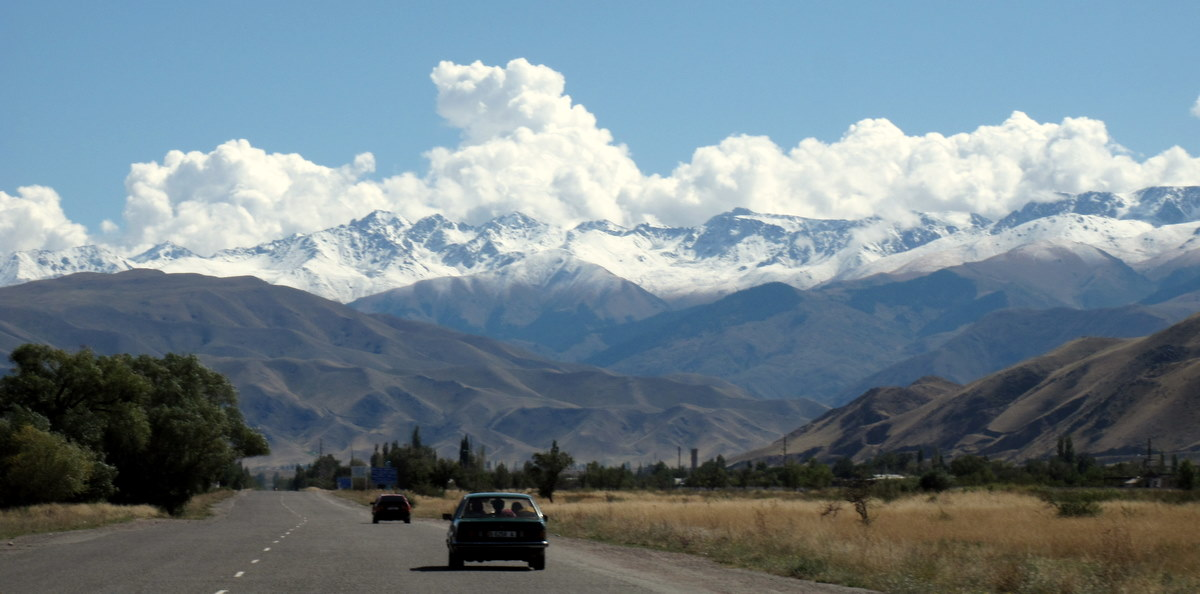
비슈케크 근처의 산악-스텝 경계

### 북동쪽에서의 진격
카자흐 스텝의 동쪽 끝은 러시아인들에게 제티수라고 불렸다. 이 남쪽, 현재 키르기스스탄 국경을 따라 톈산산맥이 서쪽으로 약 640 km (400 mi) 뻗어 있다. 산에서 내려오는 물은 일련의 마을을 위한 관개 시설을 제공하고 자연적인 대상로를 지탱한다. 이 산맥 돌출부 남쪽에는 인구가 밀집된 페르가나 분지가 있으며, 코칸트 칸국의 지배를 받았다. 페르가나 남쪽에는 투르키스탄 산맥이 있고, 그 다음에는 고대인들이 박트리아라고 불렀던 땅이 있다. 북부 산맥 서쪽에는 대도시 타슈켄트가 있고, 남부 산맥 서쪽에는 티무르의 옛 수도인 사마르칸트가 있다.
1847년 발하시 호수 남동쪽에 코팔이 건설되었다. 1852년 러시아는 일리강을 건너 카자흐족의 저항에 직면했고 다음 해에는 카자흐 요새인 투추베크를 파괴했다. 1854년에는 산맥이 보이는 곳에 포르트 베르노예(알마티)를 건설했다. 베르노예는 시베리아 선에서 남쪽으로 약 800 km (500 mi) 떨어져 있다. 8년 후인 1862년, 러시아는 토크마크(토크마크)와 피시페크(비슈케크)를 점령했다. 러시아는 코칸트의 반격을 막기 위해 카스테크 협곡에 병력을 배치했다. 코칸트인들은 다른 협곡을 사용하여 중간 초소를 공격했고, 콜파코프스키는 카스테크에서 달려와 훨씬 큰 군대를 완전히 격파했다. 1864년 체르냐예프는 동부 지휘권을 맡아 시베리아에서 2500명의 병력을 이끌고 아울리에-아타(타라즈)를 점령했다. 러시아는 이제 산맥의 서쪽 끝 근처에 있었고 베르노예와 악메체트 사이의 거의 중간 지점에 있었다.
1851년 러시아와 중국은 새로운 국경이 될 지역을 따라 무역을 규제하기 위해 쿨자 조약을 체결했다. 1864년에는 현재의 중국-카자흐 국경을 대략적으로 설정하는 타르바가타이 조약을 체결했다. 이로써 중국은 카자흐 스텝에 대한 모든 주장을 포기했다.

### 시르다리야강 상류 진격
한편, 러시아는 악메체트에서 시르다리야강을 따라 남동쪽으로 진격하고 있었다. 1859년, 줄레크는 코칸트에서 점령되었다. 1861년 러시아 요새가 줄레크에 건설되었고, 강 상류로 80 km (50 mi) 떨어진 야니 쿠르간(자나코르간)이 점령되었다. 1862년 체르냐예프는 하즈라트-이-튀르키스탄까지 강을 정찰하고 강 동쪽으로 약 105 km (65 mi) 떨어진 수자크의 작은 오아시스를 점령했다. 1864년 6월 베료프킨은 코칸트에서 하즈라트-이-튀르키스탄을 점령했다. 그는 유명한 영묘를 폭격하여 항복을 재촉했다. 두 러시아군은 하즈라트와 아울리에-아타 사이의 240 km (150 mi) 간격을 메우면서 시르다리야 선을 완성했다.

## 코칸트와 부하라 정복

### 이칸 전투
1864년, 알림쿨은 러시아 영토를 습격하고 점령된 땅을 되찾으려 했으나, 이칸에서 그의 군대는 백 명의 코사크와 마주쳤다. 알림쿨의 소규모 코사크 군대를 격파하려는 시도는 실패했다. 막대한 사상자에도 불구하고 코사크들은 알림쿨의 포위망을 뚫고 안전하게 탈출하는 데 성공했다. 이 실패의 결과로 알림쿨은 후퇴했다.

### 타슈켄트 점령

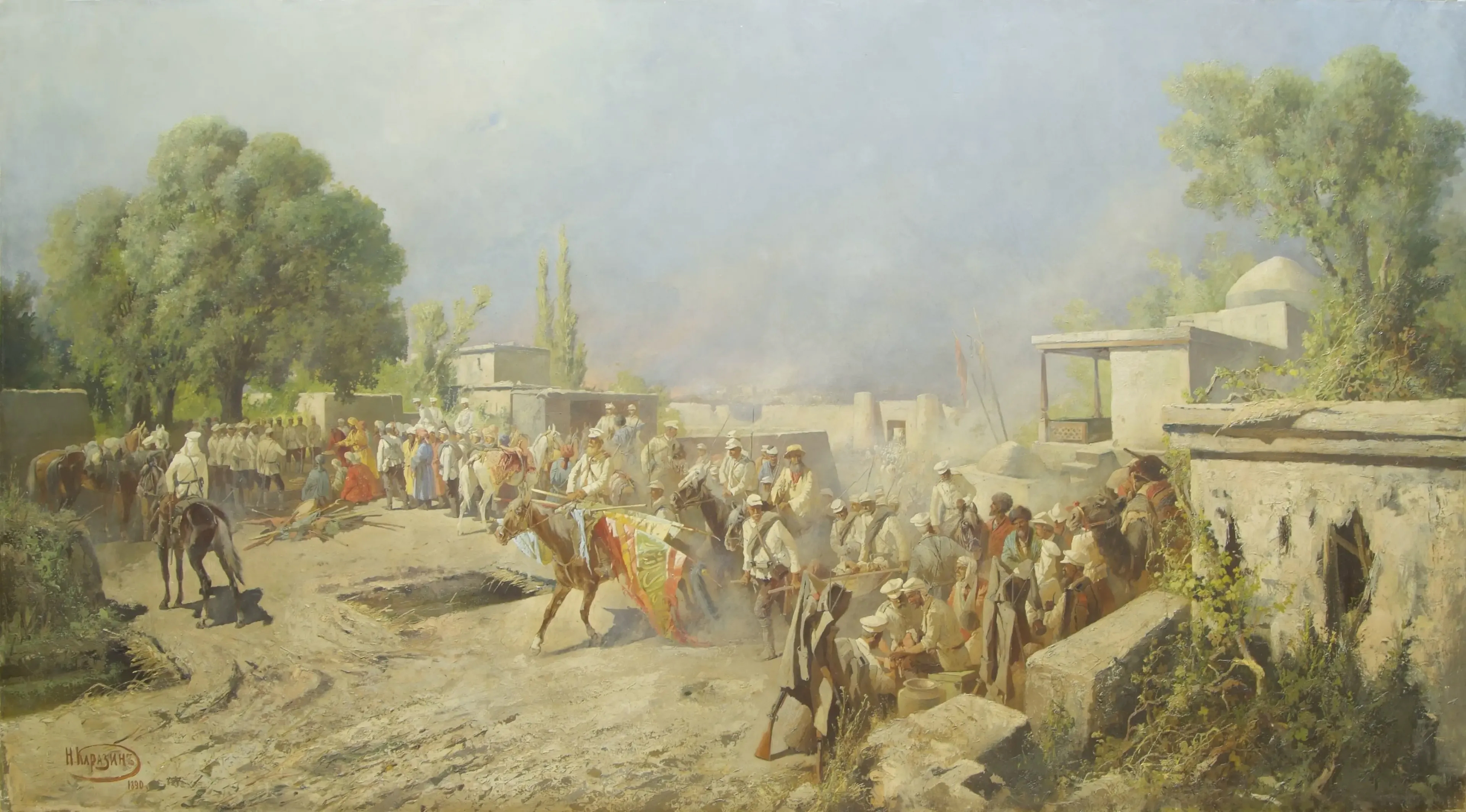
1890년 니콜라이 카라진이 그린 체르냐예프 장군에 의한 타슈켄트 점령

새로운 전선에서 남쪽으로 약 80 km (50 mi) 떨어진 곳에는 코칸트에 속한 심켄트(심켄트)가 있었다. 그는 첫 공격에서 심켄트를 점령하지 못하고 후퇴했지만, 다음 공격에서는 점령할 수 있었다. 10월 15일 그는 갑자기 타슈켄트 앞에 나타나 기습 공격에 실패하고 심켄트로 후퇴했다. 코칸트는 그 후 하즈라트-이-튀르키스탄을 탈환하려 시도했지만 실패했다. 1865년 4월 체르냐예프는 타슈켄트에 두 번째 공격을 감행했다. 그렇게 큰 도시(병력이 30,000명이라고 알려짐)를 점령할 수 없었던 그는 니아즈베크에 있는 도시의 수원지를 점령했다. 코칸트 섭정 알림 쿨리는 6,000명의 병력을 추가로 이끌고 도착하여 러시아군을 거의 격파했지만, 전투 중 사망했다. 주민들은 이제 지원을 받는 대가로 부하라의 아미르에게 복종할 것을 제안했다. 6월 21일경 부하라군 일부가 도시로 진입했으며, 더 많은 부하라군이 이동 중이었다. 이 위급한 상황에서 체르냐예프는 폭풍을 무릅쓰고 돌격을 감행하기로 결정했다. 6월 27일 새벽 3시, 아브라모프 대위는 성벽을 넘어 카멜란 문을 열고 성벽을 따라 진격하여 두 번째 문을 열었으며, 다른 부대는 코칸트 문을 점령했다. 그날과 다음 날 계속해서 시가전이 벌어졌지만, 29일 아침에 장로들로 구성된 대표단이 항복을 제안했다.

### 1866년 전역
이제 부하라는 전쟁에 휘말렸다. 1866년 2월, 체르냐예프는 굶주린 스텝을 건너 부하라 요새 지자흐로 향했다. 불가능한 임무임을 깨닫고 그는 타슈켄트로 철수했고, 곧 코칸드인들이 합류한 부하라군이 뒤를 따랐다. 이 시점에서 체르냐예프는 불복종으로 소환되었고 로마노프스키로 교체되었다. 로마노프스키는 부하라를 공격할 준비를 했고, 아미르는 먼저 움직였으며, 두 군대는 이르자르 평원에서 만났다. 참고: 지자흐와 코젠트 사이의 중간 지점인 카타쿠르간 근처. 부하라군은 흩어졌고, 대부분의 포병, 보급품, 보물을 잃었으며 1,000명 이상이 사망했고, 러시아군은 12명 부상당했다. 로마노프스키는 그를 추격하는 대신 동쪽으로 방향을 돌려 후잔트를 점령하여 페르가나 계곡의 입구를 막았다. 코칸트 주민들의 손실은 사망자 2.5천 명 이상, 러시아인 사망 및 부상자 130명이었다. 그런 다음 그는 서쪽으로 이동하여 부하라에서 우라-테페와 지자흐를 점령했다. 지자크 점령 중 부하라군은 사망자 6,000명, 포로 3,000명, 그리고 모든 포병을 잃었다. 총 1866년 전역 동안 러시아군은 사망 및 부상자 500명을 잃었고, 원주민은 사망자 12,000명 이상을 잃었다. 패배로 인해 부하라는 평화 협상을 시작할 수밖에 없었다.

### 1868년 캠페인

#### 사마르칸트 공성전 및 제라불라크 전투

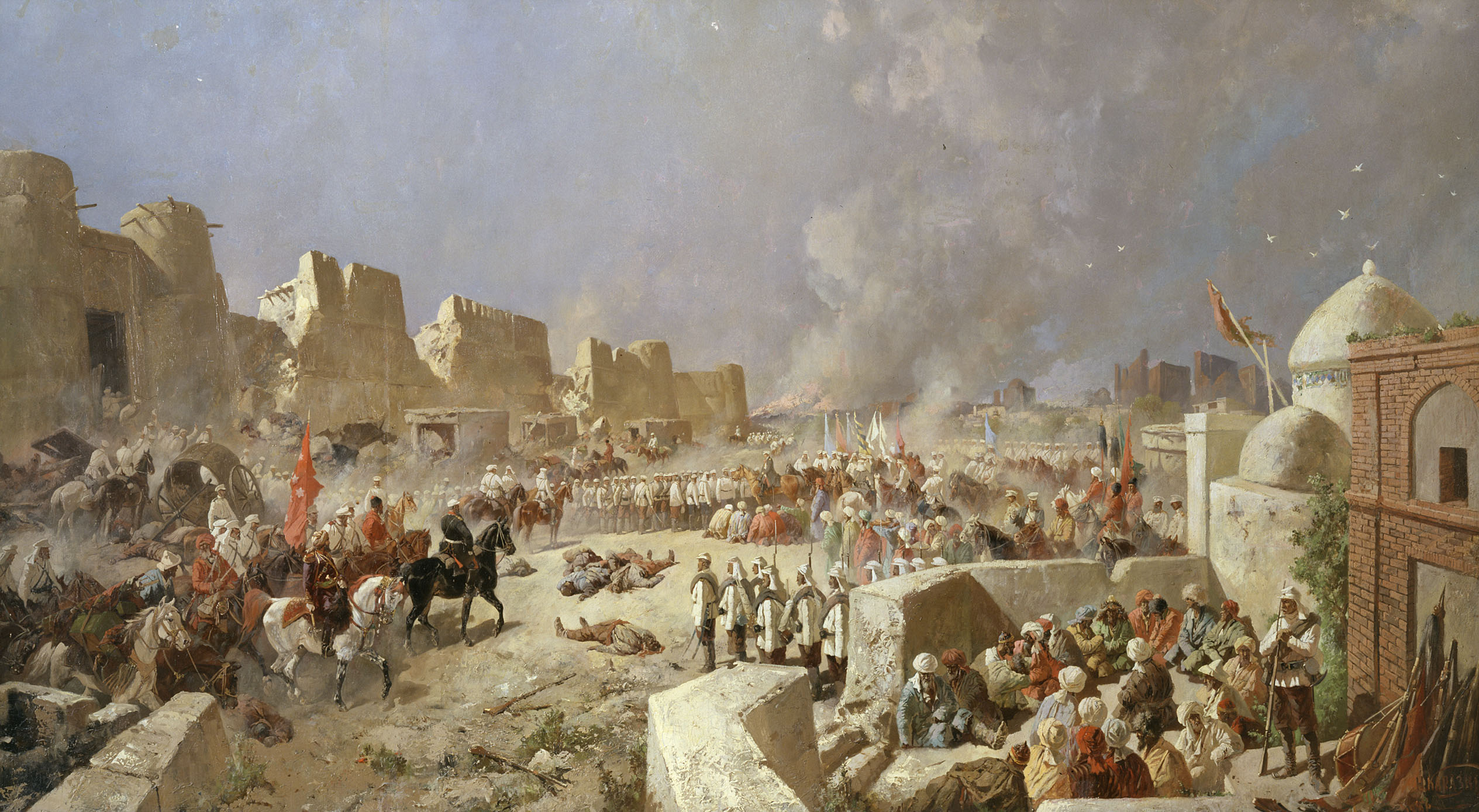
1888년 니콜라이 카라진이 그린 1868년 6월 8일 러시아군이 사마르칸트를 점령하는 모습. 이 그림은 사마르칸트 포위를 풀고 있는 러시아 주력군을 묘사하고 있다.

1867년 7월, 새로운 투르키스탄 주가 신설되어 카우프만 장군 휘하에 편입되었고, 본부는 타슈켄트에 두었다. 부하라 에미르는 자신의 신하들을 완전히 통제하지 못했고, 무작위적인 습격과 반란이 발생하자 카우프만은 사마르칸트를 공격하여 일을 서두르기로 결정했다. 사마르칸트 근처 추판-아타 고지에서 부하라군을 격파한 후, 에미르는 후퇴했고 도시는 저항 없이 항복했다 (1868년 5월). 카우프만은 에미르를 공개 전투에서 격파하기 위해 떠나면서 사마르칸트에 주둔군을 남겼다.
제라불라크 전투가 벌어진 같은 날인 6월 2일, 사마르칸트 수비대는 여러 부족의 대규모 군대에 포위되었다. 포위군은 사마르칸트를 되찾으려 시도했다. 6일 동안 소규모 러시아 수비대는 도시의 요새에서 방어했다. 어떤 경우에는 수비대가 거의 점령될 뻔하기도 했다. 막대한 사상자를 입고 물이 부족함에도 불구하고 수비대는 러시아 주력군이 포위를 풀기 위해 돌아올 때까지 성공적으로 버텨냈다. 이 포위전은 러시아 제국이 사마르칸트를 확보하는 데 도움이 되었다. 사마르칸트는 이 지역에서 역사적으로나 종교적으로 중요한 도시일 뿐만 아니라, 이 지역의 수자원을 통제하는 도시이기도 했다. 사마르칸트의 상실은 에미르가 평화를 구걸하게 만들었다.

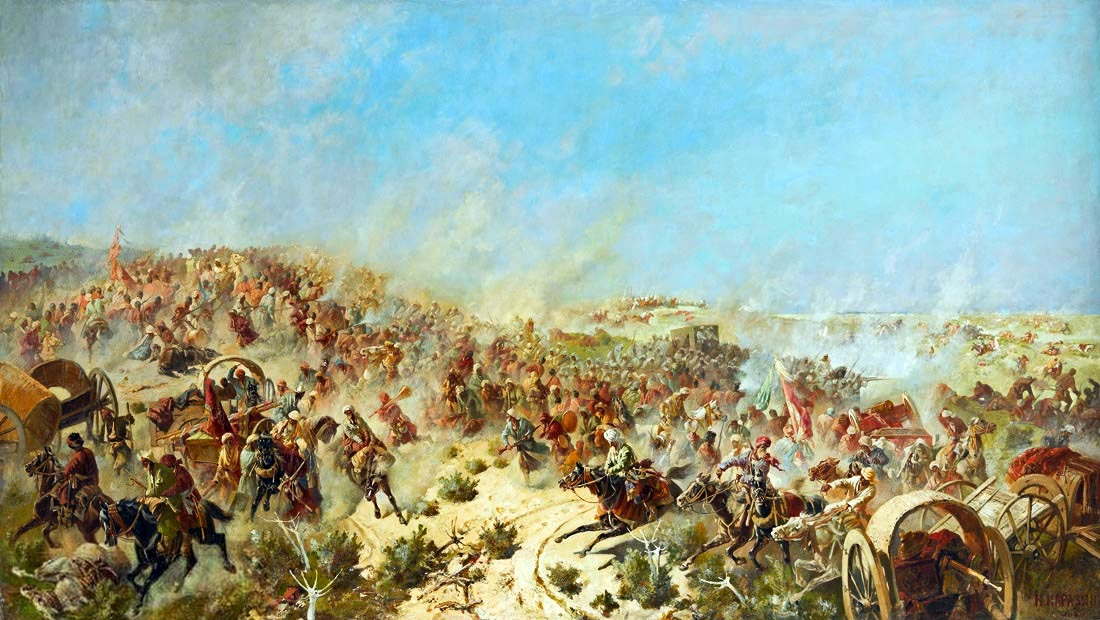
니콜라이 카라진이 그린 제라불라크 전투. 이 전투에서 에미르는 결정적으로 패배했다.

1868년 6월 2일, 제라불라크 고지에서의 결정적인 전투에서 러시아군은 아미르의 주력군을 격파했으며, 100명 미만의 사상자를 냈지만 부하라군은 3,500명에서 10,000명의 사상자를 냈다. 사마르칸트와 군대를 잃은 에미르 무자파르는 평화를 구했다. 1868년 7월 5일 평화 조약이 체결되었다. 부하라 토후국은 사마르칸트를 잃고 러시아 혁명까지 반독립적인 속국으로 남았다. 코칸트 칸국은 서부 영토를 잃고 페르가나 계곡과 주변 산맥에 국한되었으며 1876년까지 독립을 유지했다. 브레겔의 아틀라스에 따르면, 1870년 현재 속국인 부하라 토후국은 동쪽으로 확장하여 투르키스탄 산맥, 파미르 고원, 아프가니스탄 국경으로 둘러싸인 박트리아의 일부를 합병했다.

## 코칸트 칸국 병합
1875년 코칸트 칸국은 러시아 지배에 반란을 일으켰다. 코칸트 지휘관 압두라흐만과 풀라트 베이는 칸국에서 권력을 장악하고 러시아에 대한 군사 작전을 시작했다. 1875년 7월까지 칸의 군대 대부분과 그의 가족 상당수가 반군에 합류하여, 그는 코젠트에 있는 러시아군에게 백만 영국 파운드의 보물과 함께 도망쳤다. 카우프만은 9월 1일 칸국을 침공하여 여러 전투를 치르고 1875년 9월 10일 수도에 진입했다. 10월에 그는 미하일 스코벨레프에게 지휘권을 넘겼다. 스코벨레프와 카우프만의 지휘 아래 러시아군은 마흐람 전투에서 반군을 격파했다. 1876년, 러시아인들은 자유롭게 코칸트에 진입했고, 반군 지도자들은 처형되었으며, 칸국은 폐지되었다. 그 자리에 페르가나주가 신설되었다.

## 카스피해 통합
러시아는 이제 동쪽 산맥과 옥수스강 대부분을 따라 있는 종속국인 부하라 칸국으로 둘러싸인 대략 삼각형 지역을 장악했다. 남쪽 끝은 시베리아 남쪽으로 약 1,600 km (1,000 mi), 오렌부르크 남동쪽으로 1,600 km (1,000 mi), 볼가강의 보급 기지 남동쪽으로 1,900 km (1,200 mi) 떨어진 지점이었다. 다음 단계는 이 삼각형을 캅카스에서 카스피해를 동쪽으로 건너 사각형으로 만드는 것이었다. 캅카스에는 러시아의 캅카스 정복으로 남은 많은 병력이 있었지만, 캅카스 총독은 지금까지 투르키스탄에서는 활동적이지 않았다. 캅카스는 비교적 인구가 밀집되어 있지만, 카스피해 동쪽은 사막으로, 히바 오아시스와 코페트다그산맥 북쪽 경사면, 남쪽 메르브에서만 상당한 인구가 밀집되어 있었다. 주요 사건은 1873년 히바 패배, 1881년 투르크멘 정복, 1884년 메르브 합병, 1885년 판지데흐 지역 합병이었다.
참고로, 카스피해 북쪽과 동쪽에 위치한 러시아 기지들은 다음과 같다:
- 아스트라한 (1556년–): 볼가강 입구에 위치하며 러시아의 나머지 지역과 연결됨
- 구리예프 (1645년–): 우랄강 입구에 위치한 작은 곳
- 노보-알렉산드로프스키 (1834년–1846년): 데드 쿨툭 만을 내려다보는 얕은 항구[22]로, 현지 기후가 너무 혹독하여 곧 버려짐
- 알렉산드로프스크 (1846년–): 이 시기에는 중요했지만 나중에는 그렇지 않음
- 킨더리 (?1873): 임시 기지
- 크라스노보츠크 (1869년–): 최고의 항구이자 나중에 자카스피주의 본부이자 카스피해 횡단 철도의 시작점
- 치키쉴리아르 (1871년–?): 항구라기보다는 해변
- 아슈라데 (1837년–?): 페르시아가 주장하는 땅에 위치한 요새 및 해군 기지

## 히바 정복

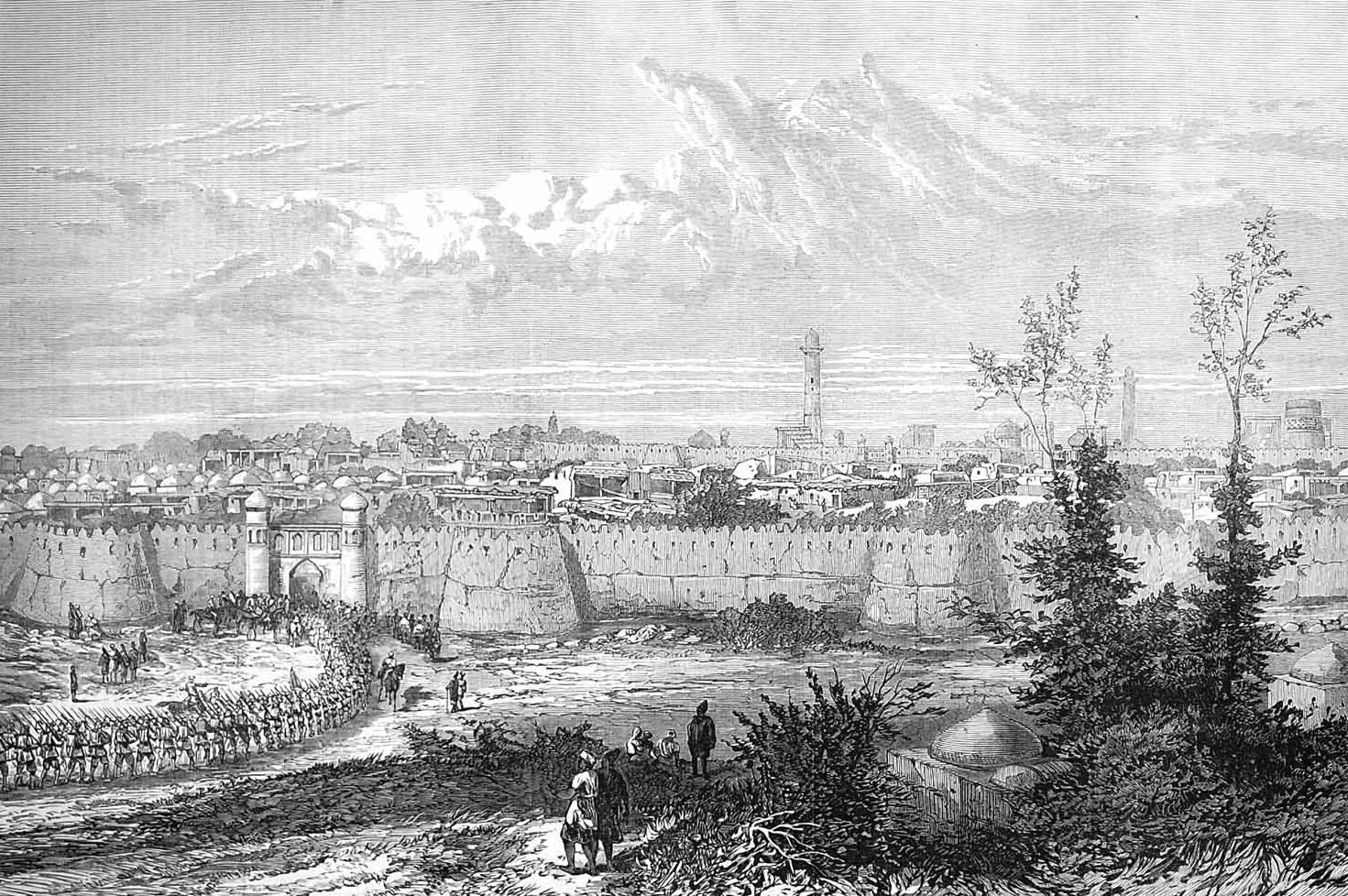
1873년 러시아군이 히바에 진입하는 모습

히바를 공격하기로 한 결정은 1872년 12월에 내려졌다. 히바는 수백 킬로미터의 사막으로 둘러싸인 오아시스였다. 러시아군은 충분한 병력을 사막을 가로질러 이동시킬 수 있다면 히바군을 쉽게 격파할 수 있었다. 그곳은 다섯 방향에서 공격을 받았다. 카우프만은 타슈켄트에서 서쪽으로 진군하여 아랄스크에서 남쪽으로 오는 다른 군대와 합류했다. 그들은 사막에서 만났고, 물이 부족하여 보급품 일부를 버리고 5월 말에 아무다리야강에 도달했다. 베료프킨은 오렌부르크에서 출발하여 아랄해 서쪽을 따라 이동하는 데 큰 어려움 없이 5월 중순에 삼각주 북서쪽 모서리에 도달했다. 그는 카스피해에서 사막을 건너는 데 어려움을 겪었던 로마킨과 합류했다. 마르코조프는 치키쉴리아르에서 출발했지만, 물이 부족하여 되돌아올 수밖에 없었다. 카우프만은 아무다리야강을 건너 몇 차례 쉬운 전투를 치렀고, 6월 4일 칸은 평화를 구했다. 한편, 카우프만과 연락이 닿지 않던 베료프킨은 삼각주를 건너 히바의 성벽을 공격하다가 카우프만에 의해 중단되었다. 히바 칸국은 러시아의 보호국이 되었고, 러시아 혁명까지 그렇게 남아 있었다.

## 투르크메니스탄 정복
투르크멘족 국가는 정복되지 않은 채 남아 있었다. 이 지역은 카라쿰 사막에 해당하며 투르크멘인 사막 유목민이 거주했다. 관개 시설은 북동쪽 아무다리야강을 따라, 그리고 남서쪽 코페트다그산맥 북쪽 경사면을 따라 정착 인구를 지탱했다. 코페트다그산맥 동쪽에서는 두 강, 무르갑강과 테젠강이 아프가니스탄에서 북쪽으로 흘러 테젠트와 메르브 오아시스를 지탱했다. 반정착 인구는 봄과 가을에 가축 떼를 사막으로 몰고 나갔다. 투르크멘족은 조직된 국가가 없었다. 일부는 히바의 용병으로 복무했다. 그들은 습관적으로 페르시아를 습격하고 그 결과 얻은 노예들을 히바 노예 시장에서 팔았다. 히바와 부하라는 수세기 동안 중앙아시아에서 노예 무역의 주요 중심지로 알려져 있었다. 그들은 또한 코사크 말보다 보통 빨리 달릴 수 있는 아할테케 말을 길렀다. 칸국의 다소 구식 군대와는 달리, 투르크멘족은 훌륭한 약탈자이자 기병이었지만, 러시아의 현대식 무기와 폭발성 포병에 대해서는 거의 할 수 없었다. 평소처럼 주요 문제는 사막을 가로질러 병력과 보급품을 이동시키는 것이었다.

### 게오크 테페 제1차 전투
라자레프는 치키쉴리아르에 대규모 병력을 상륙시키고 아르텍강을 따라 병력과 보급품을 이동시키기 시작했다. 그는 갑자기 사망했고 로마킨이 지휘권을 이어받았다. 로마킨은 너무 적은 병력으로 코페트다그산맥을 넘어 게오크 테페에 무능한 공격을 가했고 후퇴할 수밖에 없었다. 호전적인 테케족은 러시아 관찰자들이 "최고의 유럽 군대에 필적할 만하다"고 평가한 저항을 펼쳤는데, 이는 러시아군이 전투에서 25퍼센트 이상의 막대한 손실을 입었다는 사실로 입증되었다. 러시아 장교들은 또한 투르크멘족의 진지가 "현대 요새화의 모든 규칙에 따라 모범적으로 강화되었다"고 언급했다.

### 게오크 테페 제2차 전투

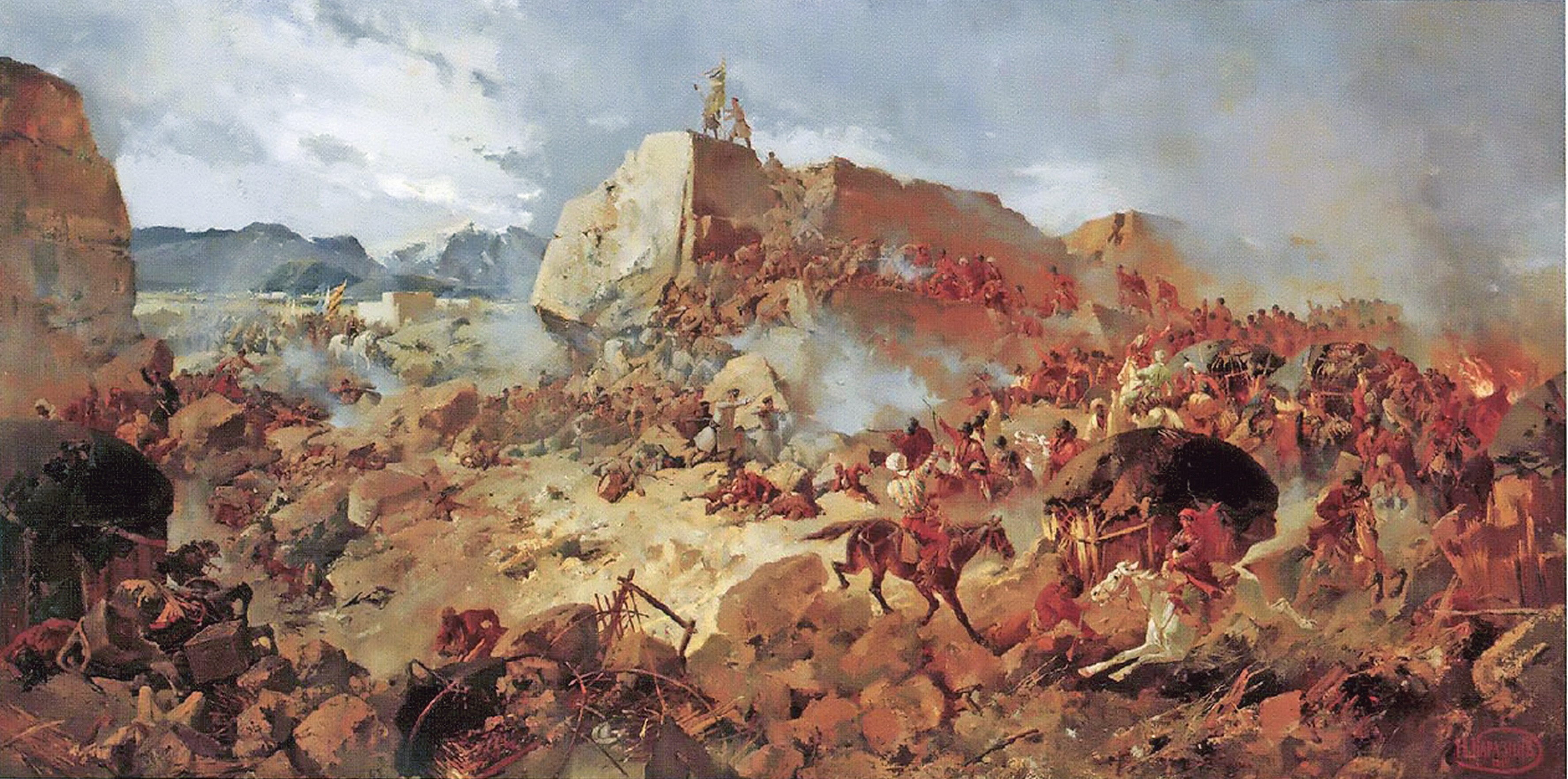
1800년대 후반경, 니콜라이 카라진이 그린 게오크 테페 공성전.

스코벨레프는 1880년 3월에 지휘권을 맡았다. 그는 여름과 가을의 대부분을 치키쉴리아르에서 코페트다그산맥 북쪽으로 병력과 보급품을 이동시키는 데 보냈다. 12월에 그는 남서쪽으로 진군하여 한 달 동안 게오크 테페를 포위하고 벽을 뚫기 위해 지뢰를 폭파시켜 점령했다. 최소 14,000명의 테케족이 사망했다. 일주일 후 그는 남동쪽으로 40 km (25 mi) 떨어진 아시가바트를 점령했지만, 더 이상 나아갈 수 없었다. 1881년 5월 점령된 지역은 자카스피주로 병합되었다. 주의 동쪽 경계는 정해지지 않았다.

### 메르브 합병
카스피해 횡단 철도는 1881년 9월 중순 코페트다그산맥 북서쪽 끝에 있는 키질 아르바트에 도달했다. 10월부터 12월까지 레사르는 코페트다그산맥 북쪽을 조사하고 그곳에 철도를 건설하는 데 문제가 없을 것이라고 보고했다. 1882년 4월부터 그는 헤라트 근처까지의 지역을 조사하고 코페트다그산맥과 아프가니스탄 사이에 군사적 장애물이 없다고 보고했다. 나지로프 또는 나지르 베그는 변장하여 메르브로 갔다가 사막을 건너 부하라와 타슈켄트로 갔다.
코페트다그산맥을 따라 관개된 지역은 아시가바트 동쪽에서 끝난다. 더 동쪽에는 사막, 그 다음에는 작은 오아시스인 테젠트, 더 많은 사막, 그리고 훨씬 더 큰 오아시스인 메르브가 있다. 메르브에는 카우슈트 칸의 거대한 요새가 있었고, 게오크 테페에서도 싸웠던 메르브 테케족이 거주했다. 러시아인들이 아시가바트에 정착하자마자 상인들과 스파이들이 코페트다그산맥과 메르브 사이를 오가기 시작했다. 메르브에서 온 일부 장로들은 북쪽의 페트로알렉산드로프스크로 가서 러시아인들에게 어느 정도 복종을 제안했다. 아시가바트의 러시아인들은 두 집단이 같은 제국의 일부임을 설명해야 했다. 1882년 2월 알리하노프는 메르브를 방문하여 게오크 테페의 지휘관이었던 마흐둠 쿨리 칸에게 접근했다. 9월에 알리하노프는 마흐둠 쿨리 칸을 설득하여 백색 차르에게 충성을 맹세하게 했다.
스코벨레프는 1881년 봄에 로르베르크로 교체되었고, 1883년 봄에는 코마로프 장군이 뒤를 이었다. 1883년 말, 코마로프 장군은 1500명의 병력을 이끌고 테젠트 오아시스를 점령했다. 코마로프가 테젠트를 점령한 후, 알리하노프와 마흐둠 쿨리 칸은 메르브로 가서 장로 회의를 소집했는데, 한 명은 위협하고 다른 한 명은 설득했다. 게오크 테페에서의 학살을 반복하고 싶지 않았던 28명의 장로들은 아시가바트로 가서 2월 12일 코마로프 장군 앞에서 충성을 맹세했다. 메르브의 한 파벌은 저항하려 했지만 너무 약해서 아무것도 할 수 없었다. 1884년 3월 16일, 코마로프는 메르브를 점령했다. 이제 종속국인 히바 칸국과 부하라 칸국은 러시아 영토로 둘러싸였다.

### 판지데흐 사건
메르브와 현재 아프가니스탄 국경 사이에는 약 230 km (140 mi)의 반사막 지대가 있다. 그 남쪽에는 중요한 국경 요새인 헤라트가 있다. 1884년 여름 영국과 러시아는 북서부 아프가니스탄 국경을 획정하기로 합의했다. 러시아는 국경이 확정되기 전에 가능한 한 남쪽으로 밀어붙이려 했다. 그들이 아프가니스탄 요새 판지데흐를 점령했을 때 영국은 전쟁을 위협할 정도로 가까워졌다. 양측은 물러섰고, 1885년과 1886년 사이에 국경이 획정되었다.

### 비용
러시아 군비 지출 기록에 따르면 1869년부터 1879년까지 자카스피 캠페인에 480만 루블, 1879년부터 1880년까지 원정에 552.5만 루블, 1880년부터 1881년까지 원정에 1,100만 루블이 소요되었다. 그 시점까지 철도 건설에 4,429,991 루블, 건설 자재에 351.8만 루블이 추가로 소요되었다. 1869년부터 1881년까지 총 비용은 29,274,991 루블에 달했다.

## 동부 국경
러시아령 투르키스탄의 자연적인 동부 경계는 동부 산맥이었지만, 정확한 경계선은 확정되어야 했다. 네 가지 주요 문제가 있었다.

### 야쿱 벡
페르가나 계곡 동쪽, 포르트 베르노예 남동쪽 산맥 건너편에는 1759년부터 중국에 속했던 타원형의 타림 분지가 있다. 회족 반란 (1862년~1877년) 동안 중국은 서부 영토에 대한 통제력을 부분적으로 상실했다. 야쿱 벡이라는 인물이 카슈가르시와 타림 분지 대부분을 장악했다. 카우프만은 두 번이나 그를 공격할 생각을 했다. 1872년 국경에 병력이 집결했지만, 히바와의 임박한 전쟁 때문에 취소되었다. 1875년에는 더 진지한 계획이 세워졌다. 코칸트 칸에게 그의 영토를 통해 병력을 이동시킬 허가를 요청하는 사절단이 파견되었다. 반란이 일어났고 러시아군은 대신 코칸트 병합(아래 참조)에 사용되었다. 1877년 중국은 중국령 투르키스탄을 재정복했고 야쿱 벡은 사망했다.

### 쿨자 점령

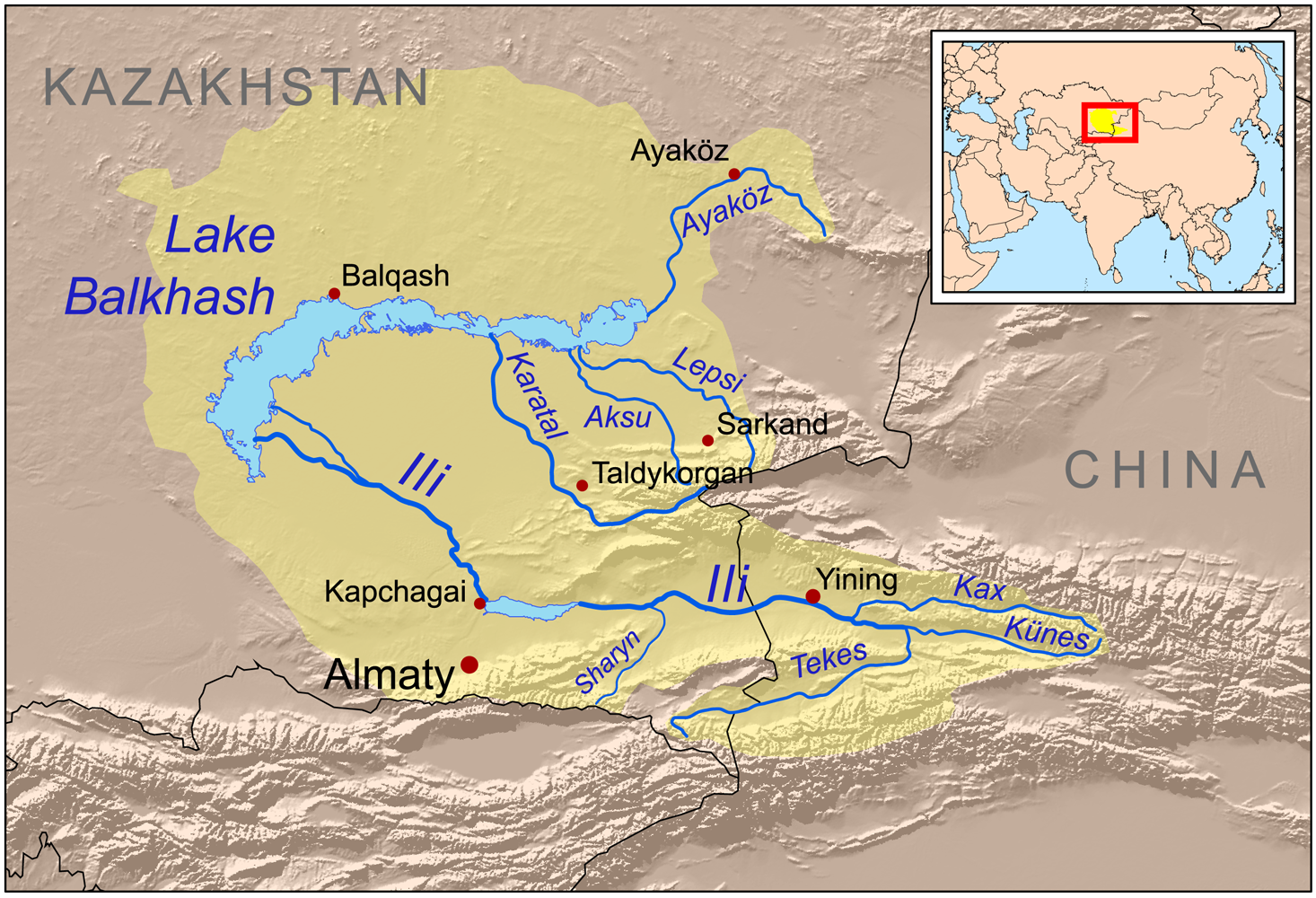
쿨자(이닝), 포르트 베르노예(알마티), 타림 분지(오른쪽 아래)를 묘사한 일리강 유역 지도.

톈산산맥은 키르기스스탄의 북쪽 국경을 따라 뻗어 있다. 이 산맥은 동쪽으로 계속 이어져 북쪽의 준가리아와 남쪽의 타림 분지를 분리한다. 중국 쪽에서는 보로호로 산맥이 갈라져 나오면서 수도 쿨자(현 이닝시)가 있는 일리강 상류 계곡을 형성한다. 이 계곡은 일반적으로 준가리아의 일부이지만, 러시아가 통제하는 스텝으로 열려 있다. 1866년 동간족은 쿨자를 점령하고 주민들을 학살했다. 그들은 곧 타란치들과 싸우기 시작했고 타란치들은 곧 우세해졌다. 1870년 야쿱 벡이 쿨자로 진격할 가능성이 나타나자 카우프만은 무자르트 협곡을 점령했다. 1871년 6월 콜파코프스키 장군은 국경을 넘어 쿨자를 점령했다(1871년 7월 4일). 일부는 영구 점령을 이야기했지만, 러시아 외무부는 중국에게 황제가 질서를 유지할 충분한 병력을 보낼 수 있게 되면 즉시 이 지방을 반환할 것이라고 말했다. 1877년 중국은 중국령 투르키스탄에 대한 통제권을 되찾았고 쿨자 반환을 요청했다. 1879년 9월 중국 대사는 리바디아에서 조약을 체결했지만, 그의 정부는 이를 거부했다. 이것은 더욱 유리한 일리 조약으로 대체되었다. 러시아는 마침내 1883년 봄에 쿨자를 철수했다. 일반적인 국경 분쟁이 있었고, 1883년 10월 19일 추구차크(타청시?)에서 추가 의정서가 체결되었다. 쿨자 재점령은 19세기 동안 서구 열강에 대한 중국의 몇 안 되는 성공 중 하나였다.

### 파미르 점령

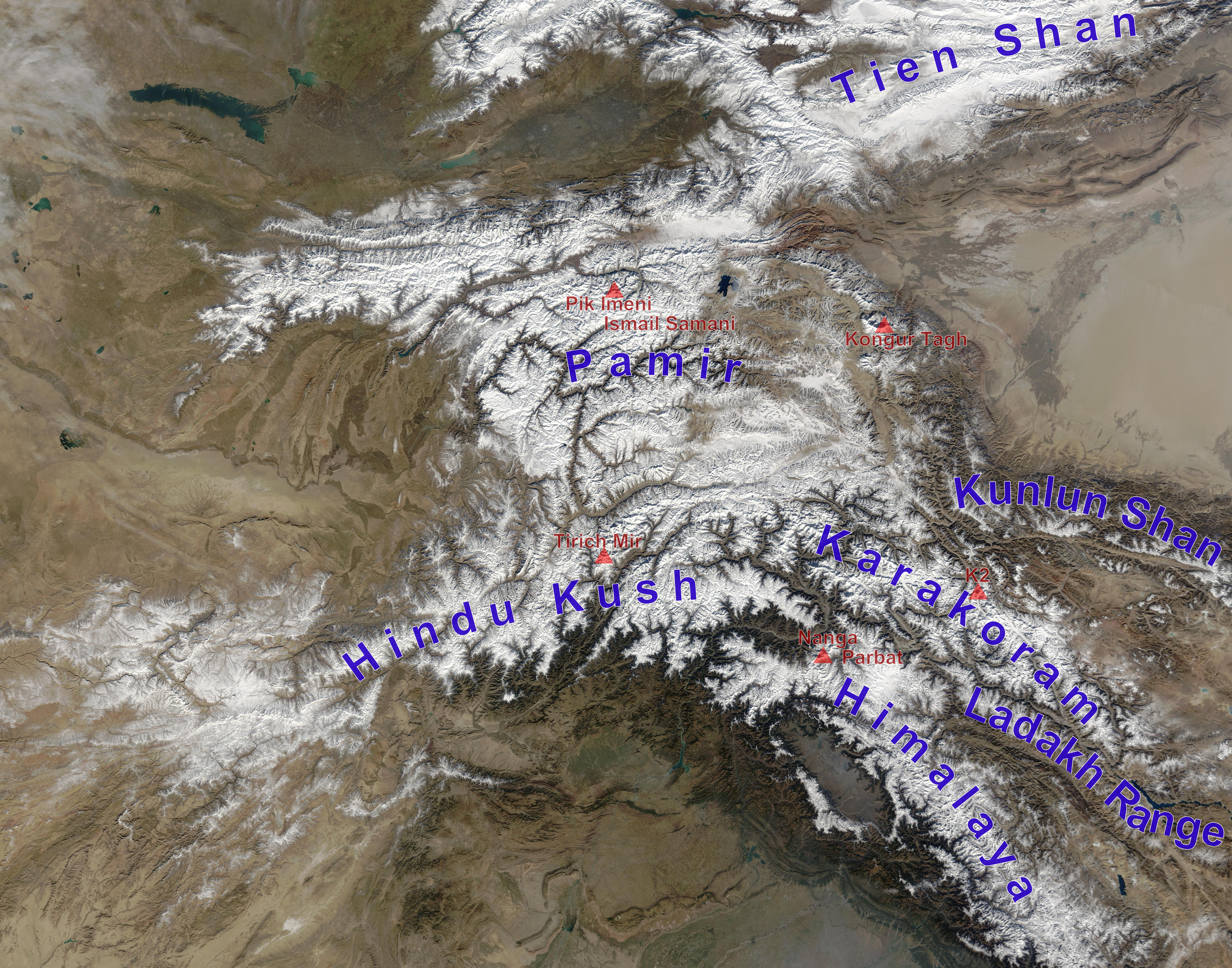
우주에서 본 파미르고원
오른쪽: 타림 분지
왼쪽: 아프가니스탄 일부, 힌두쿠시 산맥, 박트리아, 투르키스탄 산맥, 페르가나 분지, 톈산산맥 주 산맥

러시아령 투르키스탄의 남동쪽 끝은 현재 타지키스탄의 고르노바다흐샨 자치주인 높은 파미르고원이었다. 동쪽의 높은 고원들은 여름 목초지로 사용된다. 서쪽에는 판지강과 박트리아로 이어지는 험준한 협곡들이 있다. 1871년 알렉세이 파블로비치 페드첸코는 칸의 허가를 받아 남쪽을 탐험했다. 그는 알라이 계곡에 도달했지만, 그의 호위병들은 그가 파미르 고원 남쪽으로 가는 것을 허락하지 않았다. 1876년 스코벨레프는 반군을 추격하여 알라이 계곡 남쪽으로 갔고, 코스텐코는 키질라트 협곡을 넘어 고원 북동부의 카라쿨 호수 주변 지역을 지도에 그렸다. 다음 20년 동안 대부분의 지역이 지도화되었다. 1891년 러시아인들은 프랜시스 영허스번드에게 그가 그들의 영토에 있다고 알렸고, 나중에 데이비슨 중위를 그 지역 밖으로 호위했다 ('파미르 사건'). 1892년 미하일 이오노프가 지휘하는 러시아군 대대가 그 지역에 진입하여 현재의 무르갑 근처 북동쪽에 야영했다. 다음 해 그들은 그곳에 적절한 요새(파미르스키 포스트)를 건설했다. 1895년 그들의 기지는 서쪽으로 호루그로 옮겨져 아프간과 마주 보게 되었다. 1893년 듀랜드 라인은 러시아 파미르와 영국령 인도 사이에 와한 회랑을 설정했다.

## 그레이트 게임

1900년대 이후의 러시아령 투르키스탄 (히바와 부하라 포함)

그레이트 게임은 러시아의 영국령 인도로의 확장을 막으려는 영국의 시도를 의미한다. 러시아의 인도 침공 가능성에 대한 많은 이야기가 있었고, 많은 영국 요원들이 중앙아시아에 침투했지만, 영국은 한 가지 예외를 제외하고는 러시아의 투르키스탄 정복을 막기 위한 심각한 조치를 취하지 않았다. 러시아 요원들이 아프가니스탄에 접근할 때마다 영국은 강력히 반응했는데, 아프가니스탄을 인도의 방어를 위한 필수적인 완충 국가로 보았기 때문이다.
러시아의 인도 침공은 불가능해 보이지만, 많은 영국 작가들은 그것이 어떻게 이루어질 수 있는지 고려했다. 지리에 대해 많이 알려지지 않았지만, 그들이 히바에 도달하여 옥수스강을 따라 아프가니스탄으로 항해할 수 있을 것이라고 생각되었다. 더 현실적으로는 페르시아의 지원을 얻어 북부 페르시아를 횡단할 수도 있었다. 일단 아프가니스탄에 도착하면, 그들은 전리품을 제공하여 군대를 증강하고 인도를 침공할 수 있었다. 또는 인도를 침공하여 원주민 반란을 유발할 수도 있었다. 목표는 아마도 인도의 정복이 아니라 러시아가 콘스탄티노플 점령과 같은 더 중요한 임무에 집중하는 동안 영국에 압력을 가하는 것이었을 것이다.
1801년에 프랑스-러시아 연합군의 인도 침공에 대한 막연한 이야기가 있었다. 러시아-페르시아 전쟁 (1804년~1813년) 동안 영국과 프랑스 요원 모두 페르시아에서 활동했는데, 그들의 목표는 당시 러시아와 동맹을 맺은 세력에 따라 달랐다. 1810년 찰스 크리스티와 헨리 포팅어는 서부 아프가니스탄과 동부 페르시아를 횡단했다. 크리스티는 1812년 아슬란두즈 전투에서 페르시아를 지원하다 전사했다. 1819년 무라비요프는 히바에 도달했다. 1820년 러시아 사절단이 부하라에 도착했다. 1825년 윌리엄 무어크로프트는 부하라에 도달했다. 1830년 아서 코놀리는 페르시아에서 히바에 도달하려 했지만 강도들에게 저지당하고 헤라트와 영국령 인도로 계속 나아갔다. 1832년 알렉산더 번즈는 부하라에 도달했다.

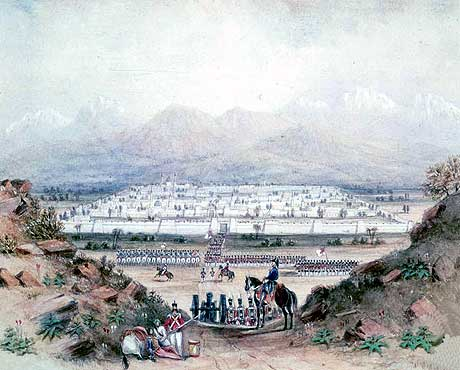
1839년 칸다하르에 진입하는 영국군

1837년부터 1842년까지는 특히 활동적인 시기였다. 1839년, 페로브스키의 히바 공격 실패 당시, 제임스 에벗은 침공의 구실을 제거하기 위해 히바에 억류된 러시아 노예들의 석방을 협상하기 위해 히바에 갔다. 그는 실패했다. 다음 해 리치먼드 셰익스피어가 그를 뒤따라 성공했고, 416명의 러시아 노예들을 카스피해로 이끌었다. 1837년 얀 프로스퍼 비트키에비치는 카불에 도달했다. 1838년 페르시아는 헤라트를 포위했고, 영국과 러시아 요원들이 양측을 지원했다. 영국은 페르시아 섬을 점령함으로써 포위를 끝냈다. 1838년 찰스 스토다트는 부하라에 갔다가 체포되었다. 1841년 아서 코놀리가 그의 석방을 확보하기 위해 갔지만 둘 다 1842년에 처형되었다. 제1차 영국-아프가니스탄 전쟁 (1839년–42년) 동안 영국은 아프가니스탄을 침공했다가 격퇴당했고, 다시 침공했지만 철수했다.
영국은 1843년에 신드를, 1849년에 펀자브를 점령하여 인더스 강과 아프가니스탄과의 국경을 확보했다. 크림 전쟁은 1853년–56년에 발생했다. 헤라트에 대한 두 번째 페르시아 공격은 1856년–57년의 영국-페르시아 전쟁으로 이어졌다. 세포이 항쟁은 1857년–58년에 발생했다. 이 시기는 러시아가 아랄해 동쪽에서 요새를 건설하던 시기(1847년–53년)와 거의 일치한다. 러시아의 타슈켄트 점령(1865년)과 사마르칸트 점령(1868년)은 영국에게 아무런 반응을 불러일으키지 않았다.
1875년, 히바 정복 후, 프레더릭 구스타부스 버나비는 오렌부르크에서 히바로 말을 타고 갔는데, 이는 그의 널리 읽히는 책 때문에만 중요한 사건이었다. 카우프만의 카불에서의 음모는 1878년–80년의 제2차 영국-아프가니스탄 전쟁을 촉발시켰다. 게오크 테페 제2차 전투 동안 찰스 스튜어트 대령은 산맥 남쪽에서 아직 밝혀지지 않은 일을 하고 있었다.
산맥의 중국 쪽에서는 카라코람 하이웨이에 해당하는 일련의 고개들이 타림 분지에서 인도로 가는 무역 및 순례 경로를 제공했다. 이것이 군대에 의해 사용될 수 있는지는 명확하지 않았다. 야쿱 벡 시대에는 러시아와 영국 요원 모두 그의 궁정에서 활동했다. 많은 영국군 소속 인도인들이 파미르 주변 지역을 지도화했다. 파미르에서의 러시아 확장으로 인해 영국은 북쪽으로 이동하여 훈자와 치트랄과 같은 지역을 통제하게 되었다.
그레이트 게임은 1886년과 1893년 북부 아프가니스탄 국경의 획정과 1907년 영국-러시아 협상으로 끝났다.

## 내용주
1. ↑  위치는 불확실하며, 현대의 질레크일 가능성이 있다.
2. ↑  분명히 이스타라브샨은 지자흐와 코젠트 사이 중간 지점에서 남쪽으로 약 32 km (20 mi) 떨어져 있다.
3. ↑  샤흐리사브즈, 카티-쿠르간, 우르구트의 후세인 베크, 칠렉의 오마르 베크, 주라 베크, 바바 베크 등.

## 참고 자료 및 추가 읽을거리
- Terentyev, M. (2022).  История завоевания Средней Азии [중앙아시아 정복사]. Volume 1. ISBN 978-5-4481-1327-7.
- Bregel, Yuri. An Historical Atlas of Central Asia, 2003.
- Brower, Daniel. Turkestan and the Fate of the Russian Empire (London) 2003
- Curzon, G.N. Russia in Central Asia (London) 1889 online free
- Ewans, Martin. Securing the Indian frontier in Central Asia: Confrontation and negotiation, 1865–1895 (Routledge, 2010).
- Hopkirk, Peter. The Great Game: The Struggle for Empire in Central Asia, John Murray, 1990.
- An Indian Officer (1894). “Russia's March Towards India: Volume 1”. 《Google Books》. Sampson Low, Marston & Company. 2019년 4월 11일에 확인함.
- Johnson, Robert. Spying for empire: the great game in Central and South Asia, 1757–1947 (Greenhill Books/Lionel Leventhal, 2006).
- Malikov, A.M. The Russian conquest of the Bukharan emirate: military and diplomatic aspects in Central Asian Survey, volume 33, issue 2, 2014.
- Mancall, Mark. Russia and China: Their Diplomatic Relations to 1728, Harvard University press, 1971.
- McKenzie, David. The Lion of Tashkent: The Career of General M. G. Cherniaev, University of Georgia Press, 1974.
- Middleton, Robert and Huw Thomas. Tajikistan and the High Pamirs, Odyssey Books, 2008.
- Morris, Peter. "The Russians in Central Asia, 1870–1887." Slavonic and East European Review 53.133 (1975): 521–538 online.
- Morrison, Alexander. "Introduction: Killing the Cotton Canard and getting rid of the Great Game: rewriting the Russian conquest of Central Asia, 1814–1895." (2014): 131–142. online
- Morrison, Alexander. Russian rule in Samarkand 1868–1910: A comparison with British India (Oxford UP, 2008).
- Morrison, Alexander. The Russian Conquest of Central Asia: A Study in Imperial Expansion, 1814–1914. Cambridge University Press, 2020.
- Peyrouse, Sébastien. "Nationhood and the minority question in Central Asia. The Russians in Kazakhstan." Europe–Asia Studies 59.3 (2007): 481–501.
- Pierce, Richard A. Russian Central Asia, 1867–1917: a study in colonial rule (1960) online free to borrow
- Quested, Rosemary. The expansion of Russia in East Asia, 1857–1860 (University of Malaya Press, 1968).
- Saray, Mehmet. "The Russian conquest of central Asia." Central Asian Survey 1.2-3 (1982): 1–30.
- Schuyler, Eugene. Turkistan (London) 1876 2 Vols. online free
- Skrine, Francis Henry, The Heart of Asia, circa 1900.
- Spring, Derek W. "Russian imperialism in Asia in 1914." Cahiers du monde russe et soviétique (1979): 305–322 online
- Sunderland, Willard. "The Ministry of Asiatic Russia: the colonial office that never was but might have been." Slavic Review (2010): 120–150 online.
- Valikhanov, Chokan Chingisovich, Mikhail Ivanovich Venyukov, and Other Travelers. The Russians in Central Asia: Their Occupation of the Kirghiz Steppe and the line of the Syr-Daria: Their Political Relations with Khiva, Bokhara, and Kokan: Also Descriptions of Chinese Turkestan and Dzungaria, Edward Stanford, 1865.
- Wheeler, Geoffrey. The Russians in Central Asia History Today. March 1956, 6#3 pp 172–180.
- Wheeler, Geoffrey. The modern history of Soviet Central Asia (1964). online free to borrow
- Williams, Beryl. "Approach to the Second Afghan War: Central Asia during the Great Eastern Crisis, 1875–1878." 'International History Review 2.2 (1980): 216–238.
- Yapp, M. E. Strategies of British India. Britain, Iran and Afghanistan, 1798–1850 (Oxford: Clarendon Press 1980)